# فوریه ۲۰۱۰
فوریه ۲۰۱۰ یکی از ماه‌های ۲۰۱۰ (میلادی) است.

## ۱ فوریه ۲۰۱۰
- محمد خاتمی: پاسخ اعتراض مدنی اعدام نیست

محمد خاتمی، رئیس جمهور پیشین ایران، ضمن اعتراض شدید به برخورد خشونت‌آمیز با مردم و «آزادی مطلق خشونت‌گران» خواستار رعایت حقوق مدنی شهروندان شده و از رهبر جمهوری اسلامی هم خواسته است «رهبر همه مردم» باشد. وی در تشریح وضعیت کنونی جامعه ایران افزود: «ببینید این روزها چه فضایی ایجاد شده، علاوه بر فشار و برخوردهای خشن و بازداشت‌ها، فضای تهمت و اتهام هم هست و این که از یک طرف محدودیت‌های شدید برای صحبت کردن و ارتباط برقرار کردن با مردم وجود دارد و از طرف دیگر کسانی که معتقدم با دروغ پردازی‌ها، اتهام زدن‌ها، جامعه را به سمت خشونت جولان می‌دهند آزادی مطلق دارند». وی در بخش دیگری از سخنان خود در تشریح خواسته‌های مورد نظر اصلاح‌طلبان و معترضان به نتایج انتخابات ریاست جمهوری در ایران اظهار داشت: «ما قانون اساسی و اسلام را می‌خواهیم، ما می‌خواهیم رهبری که در چارچوب قانون اساسی جایگاه مهمی دارد، رهبر همه کشور و همه مردم باشد.» رادیو فردا
- فراخوان ده‌ها چهره برجسته برای شرکت معترضان در راه‌پیمایی ۲۲ بهمن

ده‌ها چهره دانشگاهی و فعال سیاسی و مدنی ایرانی، در بیانیه‌ای با محکومیت صدور حکم اعدام برای برخی از متهمان «دادگاه‌های نمایشی» مردم را به برگزاری راه‌پیمایی اعتراضی مسالمت‌آمیز در سالروز پیروزی انقلاب بهمن ۵۷ دعوت کرده‌اند. در این بیانیه که به امضای ۸۰ چهره دانشگاهی و فعال سیاسی مدنی از جمله چهره‌هایی چون ارواند آبراهامیان، داریوش آشوری، مستوره احمدزاده، رضا براهنی، رامین جهانبگلو، حسن یوسفی اشکوری، اکبر گنجی، نیک‌آهنگ کوثر، عباس میلانی، ابراهیم نبوی و محمدرضا نیکفر رسیده است، با اشاره به احکام اعدام اخیر، «اعمال خشونت‌های عریان» با هدف «رعب افکندن در دل مردم و به خاموشی کشاندن جنبش دموکراسی‌خواهی آنان» ارزیابی شده است. این چهره‌های دانشگاهی، سیاسی و مدنی به دولتمردان ایران توصیه کرده‌اند که چنانچه به دنبال «خاموش کردن صدای آزادیخواهی و دموکراسی‌طلبی مردم از طریق حکومت ترور و وحشت» میباشند، از سرنوشت حاکمان دیکتاتور عبرت گرفته و ببینند که «چگونه حاکمان خودکامه سرانجام جملگی در برابر مطالبات مردم برحق مردم کشور خویش، سر تسلیم فرود آورده‌اند». امضاکنندگان، جنبش آزادی‌خواهی و دموکراسی‌طلبی در ایران را چشمه‌ای پاکیزه و روان توصیف کرده‌اند که موانع سخت و سنگی را از پیش پای خود بر خواهد داشت. در این بیانیه همچنین از مردم ایران خواسته شده است که در مراسم سالگرد پیروزی انقلاب ۱۳۵۷، بار دیگر با حضور آرام و مسالمت‌آمیز خود صدای عدالت‌خواهی و آزادی‌طلبی خویش را به گوش جهانیان برسانند و «به حاکمان خودکامه نشان دهند که جنبش حق‌جویی ایرانیان فرهیخته را هرگز نمی‌توان با تیغ خشونت و ترور به مسلخ برد». رادیو فردا
- کمپین حقوق بشر: می‌خواهند زمینه محارب خواندن همه مخالفین را فراهم کنند

«کمپین بین‌المللی حقوق بشر در ایران» روز یک‌شنبه در بیانیه‌ای با اشاره به آخرین دادگاه بازداشت‌شدگان عاشورا اعلام کرد که ۱۶ نفر «به گونه‌ای انتخاب شده‌اند که هر یک نماینده یکی از گروه‌های مخالف باشند» تا به این ترتیب بتوان همه مخالفان را محارب خواند. در این دادگاه علاوه بر پنج مورد اتهام محاربه و افساد فی‌الارض، در سایر موارد اجتماع و تبانی علیه امنیت، تبلیغ علیه نظام و قصد بر هم زدن امنیت کشور از طریق تحریک افراد به شورش و آشوب، از جمله اتهام‌های افراد اعلام شد. «کمپین بین‌المللی حقوق بشر» در بیانیه خود هدف از این «دادگاه نمایشی» را که در آغاز «دهه فجر» و نزدیک به ۲۲ بهمن برگزار می‌شود چیدن افراد برای محاکمه به گونه‌ای خوانده است که «همه گروه های فکری جامعه را در خود جای دهد». هادی قائمی، سخنگوی کمپین بین‌المللی حقوق بشر، با اشاره به اعدام دو تن از متهمان حوادث پس از انتخابات که هفته گذشته انجام شد و بازداشت این افراد قبل از انتخابات می‌گوید که جامعه بین‌الملل باید هشیار باشد که «مقامات جمهوری اسلامی مصر هستند تا با اعدام جوانان بی‌گناه صدای معترضان قانونی را خاموش کنند». رادیو فردا
- اوباما پروژه سفر به ماه ناسا را لغو کرد

باراک اوباما رئیس جمهور آمریکا «پروژهٔ کانستلیشن» را که برای بازگرداندن فضانوردان آمریکایی به ماه توسط ناسا آغاز شده بود، لغو کرد. به گفته وی، پروژهٔ بازگشت به ماه دارای هزینه بسیار زیاد و نوآوری پایین بوده و اجرای آن با تاخیر زیادی مواجه شده است. پروژه کانستلیشن در سال ۲۰۰۳ توسط دولت جرج بوش پیشنهاد شد و تاکنون ۹ میلیارد دلار هزینه صرف تحقیق و توسعه آن شده است. بی‌بی‌سی
- تونل توحید تهران افتتاح شد

تونل توحید تهران امروز افتتاح شد. این تونل که کلنگ احداث آن حدود ۳۲ ماه قبل به زمین زده شد، در سه شیفت کاری با سه هزار و ۴۰۰ کارگر احداث شده و یکی از سریعترین تونل‌های احداث شده در دنیا به شمار می‌رود.سرخط به نقل از آفتاب
- مصر برای هفتمین بار قهرمان آفریقا شد

مصر با پیروزی مقابل غنا در فینال جام ملت‌های آفریقا، برای هفتمین بار که یک رکورد به حساب می‌آید، تاج قهرمانی را بر سر گذاشته‌ است.بی‌بی‌سی فارسی

## ۲ فوریه ۲۰۱۰
- آیت‌الله زنجانی: ریختن خون مردم محاربه است

آیت‌الله اسدالله بیات زنجانی، از مراجع تقلید شیعه، با انتقاد از «محارب» خواندن معترضان از سوی مقام‌های جمهوری اسلامی، گفت کسانی محارب هستند که «مردم را به خاک و خون کشیده‌اند.» او در دیدار با شورای مرکزی و شورای عمومی انجمن اسلامی دانشکده حقوق دانشگاه تهران، گفت که نمی‌توان کسانی که «با دست خالی آمده و فقط و فقط به رویه یا رفتاری اعتراض» دارند را محارب نامید. به گزارش وب‌سایت آیت‌الله بیات زنجانی، این مرجع تقلید شیعه با اظهار تاسف از اینکه تریبون‌های رسمی «محلی برای ارعاب و تهدید» شده‌اند، گفت تعاریفی که از فقه شیعه از این تریبون‌ها ارائه می‌شود با «دین علوی و محمّدی فاصله» دارد. به گفته زنجانی، این تعاریف «برداشت‌های غلطی» از مفاهیم است که از این طریق به «خورد جامعه» داده می‌شود. رادیو زمانه پایگاه اطلاع‌رسانی دفتر آیت‌الله بیات زنجانی
- خامنه‌ای: «حوادث اخیر ناشی از غفلت‌ بزرگ برخی اشخاص بود»

علی خامنه‌ای می‌گوید که حوادث «تلخ» ماه‌های اخیر، بر اثر «غفلت‌های بزرگ برخی اشخاص» رخ داد که نتایج آن در عرصه سیاست مثل «نتایج خیانت» است. به گزارش خبرگزاری دولتی ایرنا، خامنه‌ای امروز سه‌شنبه در جمع گروهی از اساتید دانشگاه تهران گفت که در تحلیل مسائل پس از انتخابات، «نگاهی خوشبینانه» دارد، اما در عین حال معتقد است نتیجه این «غفلت و اقدامات غیرمتعمدانه، گاه همان نتایج خیانت را به همراه می‌آورد.» این برای نخستین‌بار طی هفت ماه گذشته است که رهبر جمهوری اسلامی، خواص و برخی از اشخاص را به «غفلت» و به طور تلویحی به «خیانت» متهم می‌کند. خامنه‌ای در بخش دیگری از سخنان امروز ضمن تاکید بر لزوم «سیاسی بودن» دانشگاه‌ها افزود: «معنای سیاسی شدن دانشگاه‌ها این نیست که مراکز علمی به محلی برای استفاده جریان‌ها و عناصر سیاسی تبدیل شوند.» وی خطاب به مسئولان دانشگاه‌ها گفت که با «اِعمال مدیریت و قدرت»، مقابل «سوءاستفاده» جریان‌های سیاسی از دانشگاه‌ها ایستادگی کنند. رادیو زمانه
- میرحسین موسوی: ریشه‌های دیکتاتوری شاهنشاهی باقی مانده است

میرحسین موسوی می‌گوید ریشه‌های «دیکتاتوری شاهنشاهی» در جمهوری اسلامی باقی مانده و عملکرد دولت و مناسبات آن با ساختارهای حکومت، ایران را به دوران ماقبل پهلوی بازگردانده‌است. وب‌سایت کلمه امروز سه‌شنبه، متن گفتگویی از آقای موسوی را منتشر کرده که در آن نخست‌وزیر پیشین ایران، از تحولاتی که منجر به پیروزی انقلاب شده، سخن گفته و انتقادهای تندی متوجه حاکمیت جمهوری اسلامی کرده‌است. موسوی گفته‌است که «مردم به دنبال آزادی و عدالت هستند و متوجهند که دستگیری‌ها و اعدام‌ها با اغراض سیاسی و در تعارض با قانون اساسی و قوانین رایج صورت می‌گیرد». موسوی ضمن گفتن اینکه از قوه قضائیه قطع امید کرده‌است، افزود: «امروز زندان‌ها را پاک‌ترین فرزندان ملت پر کرده‌اند؛ از دانشجویان و اساتید و دیگر اقشار و مطابق فرمول‌های مندرس شده به دنبال پرونده‌سازی برای آنها هستند با پرونده‌های مالی، جنسی یا جاسوسی.» رادیو زمانه، رادیو فردا
- درگیری معترضان در لار با پلیس در اعتراض به طرح جدید تقسیمات کشوری

گزارش‌های دریافتی از شهرستان لار حاکی است که به دنبال مصوبه هیئت دولت ایران برای تبدیل شدن بخش «گراش» به شهرستان، مردم لار در مقابل فرمانداری دست به تجمع اعتراضی زدند که این تجمع با دخالت پلیس به درگیری کشیده شد. گفته می‌شود که معترضان علیه دولت محمود احمدی نژاد، و نیز در پشتیبانی از میرحسین موسوی، از رهبران مخالفان، شعار سر داده‌اند. بر پایه همین گزارش، سیستم مخابره پیامک و ارتباط با اینترنت در لار با دشواری‌هایی روبرو شده‌است و ماموران انتظامی از تصویر برداری از تظاهرات جلوگیری می‌کردند. رادیو فردا
- محمدتقی خلجی به قید وثیقه آزاد شد

محمدتقی خلجی با سپردن سند منزل مسکونی‌اش به عنوان وثیقه از زندان اوین آزاد شد.رادیوفردا
- نامزدهای اسکار ۲۰۱۰ اعلام شدند

مراسم معرفی نامزدهای اسکار سال ۲۰۱۰ در لس‌آنجلس برگزار شد و فیلم‌های آواتار و قفسه درد با نامزدی در ۹ عنوان، بالاترین شانس را برای کسب جوایز اسکار به دست آوردند. از سال ۱۹۴۴ این نخستین بار است که در رشته بهترین فیلم، ده نامزد -و نه پنج نامزد- معرفی می‌شوند. مراسم اسکار امسال، یکشنبه شانزده اسفند (هفتم مارس) در سالن کداک هالیوود برگزار خواهد شد.بی‌بی‌سی فارسی

## ۳ فوریه ۲۰۱۰
- کروبی: مراجع به داد مردم و اسلام برسند

مهدی کروبی با انتشار بیانیه‌ای، ضمن دفاع از «آزادی‌های مشروع مردم»، بار دیگر دستگیری، محاکمه و اعدام معترضان را محکوم کرد و مراجع تقلید شیعه و شخصیت‌های معتبر را به یاری طلبید. به گزارش روز چهارشنبه وب‌سایت سحام‌نیوز ارگان حزب اعتماد ملی، کروبی اعلام کرده که مردم در روز ۲۲ بهمن، تلاش خواهند کرد تا دستاوردها و آرمان‌های امیدبخش به فراموشی سپرده شده را «با صبر و استقامت و پرهیز از خشونت زبانی و فیزیکی» مطالبه کنند. کروبی با انتقاد شدید از وضعیت موجود، از مراجع تقلید شیعه و شخصیت‌های معتبر جمهوری اسلامی خواسته «تا دیر نشده»، با ارائه طرحی، به «داد اسلام و مردم» برسند، چرا که آنچه امروز بر مردم می‌گذرد، به نام «اسلام، تشیع و روحانیت» نوشته می‌شود. آن‌طور که کروبی در بیانیه خود آورده‌است، مردم «شرایط سختی» را می‌گذرانند و در شرایط کنونی «از یک سو متملقان پست و از سویی دیگر افراطی‌های بی‌مایه، میانداری می‌کنند و عرصه را بر عالمان و اندیشمندان و عقلا تنگ کرده‌اند.» رادیو زمانه
- شواری هماهنگی جبهه اصلاحات و مجمع روحانیون مبارز خواستار شرکت سبزها در راهپیمایی ۲۲ بهمن شدند

شورای هماهنگی جبهه اصلاحات، طرفداران جنبش سبز ایران را دعوت کرد با شرکت در راهپیمایی ۲۲ بهمن، «استکبار، استبداد و خودکامگی» را نفی و خواستار «خلع ید خائنین به ملت و متجاوزین» به حقوق شهروندی شوند. این شورا در بیانیه‌ای که به مناسبت بزرگداشت پیروزی انقلاب اسلامی منتشر کرده، افزوده که جنبش سبز «دربرگیرنده اتحاد یک پارچه ملت» است و در روز ۲۲ بهمن فریاد خواهد زد: «جمهوری اسلامی آری، حکومت خودکامه هرگز.» مجمع روحانیون مبارز نیز با انتشار بیانیه‌ای، ضمن دعوت مردم به شرکت در راهپیمایی روز ۲۲ بهمن اعلام کرد که در نظام جمهوری اسلامی، مشروعیت ولی‌فقیه در گرو رضایت و اراده مردم است و این مقام باید پاسخگوی مردم باشد. به گزارش وب‌سایت جرس، این مجمع در بیانیه خود، از همه حاکمان و دستگاه‌ها و نهادهای حکومتی به ویژه صدا و سیما و رسانه‌ها خواسته که «از دروغ، تهمت، تخریب شخصیت دیگران، فتنه‌انگیزی، افشاندن بذر کینه و نفرت و خشونت در جامعه بپرهیزند.» رادیو زمانه
- پرسپولیس پیروز داربی ۶۸ شد

هفته بیست و ششم رقابت‌های لیگ برتر بعداز ظهر امروز با دیدار تیم‌های استقلال تهران و پیروزی در ورزشگاه آزادی ادامه یافت. در پایان نیمه نخست هر دو تیم موفق شدند یک بار دروازه حریف را باز کنند.در نیمه دوم با وجود فرصت‌های مسلم گل، بازی این دو تیم تا دقیقه ۸۶ همچنان مساوی بود ولی در این دقیقه از بازی کریم باقری با یک شوت راه دور از پشت محوطه ۱۸ قدم دروازه طالب لو را گشود. این بازی در نهایت با برتری دو بر یک تیم پرسپولیس پایان یافت.خبر آن لاین
- احمدی‌نژاد: ایران ارسال سوخت به خارج از ایران را برای غنی‌سازی می‌پذیرد

محمود احمدی‌نژاد در مصاحبه تلویزیونی اعلام کرد که علیرغم بروز برخی مخالفت‌های داخلی، دولت وی برای ارسال سوخت هسته‌ای به خارج از کشور جهت غنی‌سازی بیشتر مشکلی ندارد. بی‌بی‌سی
- ایران موشک تحقیقاتی به فضا پرتاب کرد

ایران اعلام کرد که روز چهارشنبه ۱۴ بهمن ۱۳۸۸، ماهواره‌بر کاوشگر ۳ به همراه محموله‌ای زیستی حاوی موجودات زنده به فضا پرتاب شده‌است. گردونهٔ کاوشگر ۳ حامل یک آزمایشگاه کوچک، دوربین ویدئویی و تعدادی موجود زنده شامل لاکپشت، موش و چندین کرم آزمایشگاهی بوده که برای مقاصد تحقیقاتی به ارتفاع ۵۰۰ کیلومتری زمین پرتاب شد. کاوشگر ۳ پس از انجام ماموریت خود روز چهارشنبه به زمین بازگشت. همچنین در این روز که روز ملی فناوری فضایی نام دارد، از ماهواره ملی طلوع، نمونه مهندسی ماهواره مصباح ۲، ماهواره دانشجویی نوید علم و صنعت و مدل اولیه ماهواره‌بر سیمرغ رونمایی شد. بی‌بی‌سی فارسی ،تایم، بی‌بی‌سی انگلیسی
- کاخ سفید : گفتگویی برای مبادله زندانیان انجام نگرفته است

مایکل همر  سخنگوی شورای امنیت ملی ایالات متحده امریکا ،پس از اظهارات محمود احمدی نژاد ، در مصاحبه با تلویزیون دولتی ایران ، در خصوص انجام گفتگوهائی با ایالات متحده درباره مبادله سه شهروند امریکایی که چند ماه پیش درنزدیکی مرزهای غربی ایران دستگیر شدنداعلام کرد هیچ گفتگوئی با ایران بر سر مبادله زندانیان صورت نپذیرفته‌است.رادیو فرانسه
- به رنگ ارغوان بهترین فیلم بیست و هشتمین جشنواره بین‌المللی فیلم فجر شد.

به رنگ ارغوان ساختهٔ ابراهیم حاتمی‌کیا بهترین فیلم  بیست و هشتمین جشنواره بین‌المللی فیلم فجر شد. همچنین ابراهیم حاتمی‌کیا جایزه سیمرغ بلورین بهترین کارگردان و حسن کریمی جایزهٔ سیمرغ بلورین بهترین فیلمبرداری را به دست آوردند.سینمای‌ما، مهرنیوز+اطلاعات بیشتر از ویکی‌پدیای فارسی

## ۴ فوریه ۲۰۱۰
- انتشار گزارش ضرب و شتم همسر مشاور رییس جمهور ایران

گزارش‌ها حاکی است که مهدی کلهر، مشاور رسانه‌ای رییس جمهور ایران، به دلیل «ضرب و شتم» همسر خود، از سوی پلیس احضار شده‌است. نرگس کلهر، دختر آقای کلهر، در گفت و گو با رادیو فردا نیز این خبر را تایید کرده‌است.سایت خبری آینده روز پنجشنبه گزارشی در باره ضرب و شتم همسر سابق مشاور رسانه‌ای محمود احمدی نژاد منتشر کرده که در آن اشاره شده‌است آقای کلهر دوشنبه شب پس از یکسال و نیم به منزل همسر سابق خود در اکباتان رفته‌است و کمتر از ۲۰ دقیقه پس از ورود وی به آپارتمان، ناگهان صدای ضجه‌های زن که از همسایه‌های کمک می‌خواسته همسایه‌ها را به در آپارتمان می‌کشاند.رادیو فردا
- درگیری در مسجد قبای شیراز

شبکه جنبش راه سبز از درگیری مخالفان دولت و نیروهای بسیجی در مسجد قبای شیراز خبر داده‌است.در جریان این درگیری شماری از نیروهای بسیجی، با سنگ به حاضران در مسجد حمله کرده و برخی از آن‌ها را زخمی کردند.در ماه‌های اخیر مسجد قبای شیراز شاهد درگیری طرفداران دولت و حامیان آیت‌الله دستغیب بوده‌است.آیت‌الله علی‌محمد دستغیب، امام جماعت شیراز، از روحانیان حامی اصلاح‌طلبان است، وی نمایندگی شیراز در مجلس خبرگان رهبری را بر عهده دارد.رادیو زمانه
- دادستان تهران: اجرای حکم اعدام ۹ نفر دیگر به اتهام محاربه هنوز قطعی نیست

دادستان عمومی و انقلاب تهران در اظهاراتی بر خلاف سخنان معاون اول قوه قضائیه که از اعدام قریب الوقوع ۹ نفر دیگر به اتهام «محاربه» خبر داده بود گفت که دادگاه تجدید نظر هنوز در مورد پرونده این افراد اعلام نظر نکرده‌است. عباس جعفری دولت آبادی به خبرگزاری دانشجویان ایران، ایسنا، گفته‌است: «هنوز نظر قطعی دادگاه تجدیدنظر در مورد پرونده ۹ نفر به اتهام محاربه صادر نشده‌است.» وی افزوده‌است: «به محض این که نظر قطعی دادگاه تجدیدنظر اعلام شود آن را اعلام می‌کنیم.» واکنش دادستان تهران به اظهارات دوشنبه شب ابراهیم رییسی، معاون اول قوه قضاییه، است که در قم گفته بود: «دو نفری که اعدام شده و ۹ نفری که به زودی اعدام خواهند شد قطعا در جریان آشوب‌های اخیر دستگیر شدند.» دولت آبادی توضیح نداده‌است در حالی که به گفته وی دادگاه تجدید نظر هنوز در باره احکام اعدام ۹ نفر تصمیم گیری نکرده‌است معاون اول قوه قضاییه چگونه از قطعی بودن اعدام این افراد خبر داده‌است. رادیو فردا
- اختلال در شبکه اینترنت ایران

خبرهای رسیده حاکی از اختلال در شبکه اینترنتی در ایران است.به گفته کاربران اینترنتی، وارد شدن به پست الکترونیکی جی‌میل و یاهو در بسیاری از نقاط ایران با مشکل مواجه شده و ارتباط اینترنتی برخی شهرها در چند روز گذشته برای چند ساعت، به طور کامل قطع بوده‌است.این چندمین بار در هشت ماه گذشته‌است که شبکه اینترنت ایران با کاهش سرعت و اختلال مواجه می‌شود. پیش از این نیز در آستانه برخی تجمعات اعتراضی مخالفان دولت، این شبکه با اختلال روبه‌رو بود.رادیو زمانه
- استرالیا از توقیف کشتی‌های به مقصد ایران خبر داد

نخست وزیر استرالیا «کِوین راد» گفت مسئولان این کشور به دلیل مشکوک بودن محموله چند کشتی به مقصد ایران که ممکن بود در پیشبرد برنامه دستیابی ایران به سلاح هسته‌ای موثر باشند اقدام به توقیف این کشتی‌ها کرده‌است. حداقل سه مورد از صدور احکام توقیف محموله این کشتی‌ها به درخواست وزیر دفاع استرالیا بوده‌است ولی گفته نشده که این کشتی‌ها چه محموله‌هایی را قرار بوده به ایران حمل کنند. نخست وزیر استرالیا گفت بی اعتنایی ایران به درخواست‌های سازمان ملل متحد در توقف برنامه‌های هسته‌ای اش تهدیدی برای صلح جهانی ست و فشارهای جهانی برای وادار ساختن ایران به توقف این برنامه‌ها باید تداوم یابد. رادیو فردا

## ۵ فوریه ۲۰۱۰
- ندای اشتباه ناچار به ترک ایران شد

یک زن ایرانی به نام ندا سلطانی که رسانه‌ها عکس او را با عکس ندا آقاسلطان اشتباه گرفته‌بودند در پی تهدیدات حکومت ایران در آلمان اعلام پناهندگی کرده‌است.این خبر را روزنامه آلمانی زوددویچه زایتونگ امروز منتشر کرده‌است.ندا سلطانی، ۳۲ ساله، استاد ادبیات انگلیسی در دانشگاه تهران بود و فعالیت سیاسی نداشته‌است.بنا به گزارش این روزنامه آلمانی، عکس وی در رسانه‌ها با ندا آقاسلطان، ۲۶ ساله، که در جریان تظاهرات اعتراضی در ایران کشته شد اشتباه گرفته شده‌است.رادیو زمانه
- چهل کشته و صدو چهل مجروح در انفجارهای انتحاری در کربلا

دو انفجار انتحاری در شرق کربلا موجب کشته شدن دست کم چهل نفر و مجروح شدن بیش از صدو چهل نفر شده است.هدف این بمبگذاری ها زائران شیعه مذهبی بودند که در اوج مراسم مذهبی اربعین در کربلا جمع شده بودند.بی‌بی‌سی فارسی

## ۶ فوریه ۲۰۱۰
- فرمانده نیروی انتظامی:من و رادان در کهریزک متهم نیستیم

سرتیپ اسماعیل احمدی مقدم فرمانده نیروی انتظامی دخالت خود و سرتیپ احمدرضا رادان معاونش را در کهریزک رد کرده و گفته‌است که تصاویر جدیدی از معترضان روز عاشورا برای شناسایی منتشر می‌شود.آقای احمدی مقدم که به بوشهر سفر کرده در پاسخ به پرسش هفته نامه خلیج فارس در باره نقش مسئولان ارشد نیروی انتظامی در بازداشتگاه کهریزک گفته‌است که «بنده به عنوان مسئول ارشد پلیس یا جانشین من (احمد رضا رادان) در این پرونده متهم نیست و دلیلی هم ندارد.»به گفته رئیس پلیس ایران، ابعاد مسئله معلوم است و بنابر گزارش مجلس «یک تخلفی بوده در سطح یک واحد صورت گرفته‌است.»آقای احمدی مقدم تاکید کرده که «مسئولانی که از پلیس در کهریزک نقش داشته‌اند، حداکثر اتهامی که متوجه شان می‌باشد ضعف نظارت و سهل انگاری در انجام وظیفه‌است و گرنه آمریت یا دستور نه تنها به اثبات نرسیده بلکه ثابت شده که چنین آمریتی نبوده‌است.»بی‌بی‌سی فارسی
- بخش فارسی خبرگزاری روسیه فیلتر شد

پایگاه اینترنتی بخش فارسی خبرگزاری روسی «نووستی» فیلتر شد.از دقایقی پیش، دسترسی به پایگاه اینترنتی بخش فارسی خبرگزاری ریانووستی از سوی برخی خدمات‌دهنده‌های اینترنتی مسدود شد.فردا
- قطع رابطه ایران با موزه بریتانیا به خاطر منشور کوروش

حمید بقایی، معاون رئیس جمهوری و رئیس سازمان میراث فرهنگی ایران می‌گوید که موزه بریتانیا به «تعهدات» خود در قبال فرستادن منشور کورش برای نمایش در موزه ملی ایران عمل نکرده‌است.به گفته او، علاوه بر قطع همکاری با این موزه، ایران از روز یکشنبه (۷ فوریه) به هیات‌های کاوش بریتانیایی اجازه ورود به کشور را نخواهد داد.بی‌بی‌سی فارسی
- لوگوی روزنامه تهران امروز تغییر می‌کند

مدیر مسؤول روزنامه تهران امروز با اعلام این مطلب به خبرنگار عصرایران گفت: در پی حاشیه‌های چند هفته گذشته که همه بر آن واقف اند ، مدیریت این روزنامه تصمیم گرفت برای عبور از حاشیه سازی‌ها ، تغییراتی درلوگوی روزنامه بدهد.تهران امروز با انتشار این لوگو به ویژه از صاحبان نگاه‌های ریز بین و ظریف ، خواسته چنانچه در این لوگو ایراداتی از جمله موجودات در حال رقص و نظیر آن می‌بینند اطلاع دهند تا پیشاپیش نسبت به اصلاح و ارشاد آن  اقدام شود.الف

## ۷ فوریه ۲۰۱۰
- آیت‌الله دستغیب: نمی‌شود یک نفر عهده‌دار مملکت شود

آیت‌الله علی‌محمد دستغیب، از مراجع تقلید، با انتقاد از عملکرد نهاد‌های تحت نظر ولی‌فقیه گفت که «نمی‌شود فقط یک شخص عهده‌دار مملکت» باشد و قانون، «کنار» گذاشته شود. به گزارش وب‌سایت این مرجع تقلید، دستغیب که در جمع گروهی از فرهنگیان شیراز سخن می‌گفت، افزود، یک مجتهد و فقیه عادل، باید «میدان‌دار» باشد و «یک نفر نمی‌تواند ۷۰ میلیون را اداره بکند.» این مرجع تقلید در ادامه اظهارات خود از عملکرد شورای نگهبان، صدا و سیما، قوه قضائیه، سپاه پاسداران، پلیس و ارتش در ماه‌های اخیر انتقاد کرد و گفت: «امروز تمام امور مملکت از طریق سپاه و نیروی انتظامی صورت می‌گیرد و مردم هیچ نظر و اراده‌ای ندارند.» آقای دستغیب در ادامه اظهارات خود از سپاه، پلیس و ارتش خواست که «منافع مردم» را در نظر بگیرند و «حافظ جان، مال و آبروی» آنها باشند، نه اینکه «همه را فدای منافع خودشان بکنند.» رادیو زمانه، پایگاه اطلاع رسانی علی محمد دستغیب
- اعتراض حسن خمینى نسبت به «تحریف» سخنان آیت‌الله خمینى در تلویزیون ایران

در حالى که حسن خمینی، نوه آیت‌الله خمینى با ارسال نامه‌اى به رئیس سازمان صدا و سیما نسبت به پخش «غیر صادقانه و تحریف‌ آمیز» سخنان بنیانگذار جمهورى اسلامى در قالب یک «برنامه مستند» اعتراض کرده است، گروهى از نمایندگان مجلس شوراى اسلامى و نیز یک گروه دانشجویى اصولگرا از عزت‌الله ضرغامى تشکر کرده‌اند. حسن خمینى در نامه اعتراضى خود خطاب به ضرغامى، برنامه‌اى تحت عنوان «شاخص» در تلویزیون را غیر صادقانه و تحریف‌آمیز دانسته که  «فرسنگ‌ها با حقیقت آیت الله خمینی فاصله دارد.» اشاره نوه بنیانگذار جمهورى اسلامى به پخش گزیده‌اى ازسخنان تند آیت‌الله خمینى در مورد ابوالحسن بنی‌صدر، نخستین رییس جمهور ایران در «برنامه شاخص» است که معترضان نتایج انتخابات این اقدام را در راستاى زمینه‌سازى براى برخورد با رهبران جنبش سبز ارزیابى کرده‌اند. رادیو فردا
- انفجار کنتیکت آمریکا جان حداقل ۵ تن را گرفت

انفجار در خطوط گاز نیروگاه برق شهر میدلتاون واقع در ایالت کنتیکت آمریکا حداقل ۵ کشته برجای گذاشت. شبکه خبر فاکس نیوز گزارش کرد این انفجار ساعت ۱۱٫۳۰ به وقت محلی و در یک نیروگاه برق رخ داد. گزارش‌ها همچنین از مجروح شدن دست کم یکصد نفر دراین انفجار حکایت دارد.به گفته شاهدان عینی، شدت انفجار به حدی بود که تصور یک زمین لرزه از این انفجار می‌رفت. CNN، سی بی اس، فاکس نیوز
- مناطقی از شرق آمریکا زیر بارش سنگین برف قرار گرفته است

طوفان عظیم زمستانی بخش هایی از منطقه شرق آمریکا را تحت تأثیر قرار داده است به طوری که برخی نواحی واشنگتن، پایتخت آمریکا را تا بیش از نیم متر برف پوشانده است. طبق پیش بینی اداره ملی هواشناسی آمریکا تا شامگاه شنبه، بارش برف در واشنگتن دی‌سی، به ۶۰ تا ۷۵ سانتیمتر برسد.این طوفان با وزش بادهایی که در برخی مناطق ساحلی تا ۹۳ کیلومتر در ساعت می رسد همراه است و قدرت دید به شدت کاهش یافته است.صدای آمریکا+گزارش تصویری اختصاصی ویکی‌پدیا
- دستور رئیس جمهور ایران برای غنی‌سازی ۲۰ درصدی اورانیوم

محمود احمدی نژاد، رئیس جمهور ایران دستور آغاز غنی سازی اورانیوم با غلظت بیست درصد را صادر کرده‌است.آقای احمدی نژاد در نمایشگاهی در تهران به علی اکبر صالحی، رئیس سازمان انرژی اتمی دستور داد تا غنی سازی اورانیوم با غلظت بیست درصدی را آغاز کند. او در عین حال تاکید کرد که راه برای تعامل {با غرب} باز است.رئیس جمهور ایران پیش از این نیز گفته بود بر اساس مقررات آژانس بین المللی انرژی اتمی، ایران مجاز است که اورانیوم با غلظت بیست درصد را برای سوخت رآکتور تهران تولید کند.این در حالی است که علی اکبر صالحی دستور رئیس جمهور ایران را به گونه‌ای دیگر تفسیر کرده و به خبرگزاری فارس گفته‌است که آقای احمدی نژاد در مورد غنی سازی به سازمان زیرنظر او، آماده باش داده‌است.بی‌بی‌سی فارسی
- اکبر منتجبی و احمد جلالی بازداشت شدند

اکبر منتجبی، دبیر سرویس سیاسی روزنامه توقیف شده اعتماد ملی و احمد جلالی فراهانی، دبیر سرویس فرهنگ و هنر خبرگزاری مهر بازداشت و به مکان نامعلومی منتقل شدند.رادیو زمانه
- بازداشت هفت نفر به اتهام ارتباط با رادیو فردا

وزارت اطلاعات با انتشار اطلاعیه‌ای اعلام کرد هفت نفر که با رادیو فردا در ارتباط بوده‌اند را دستگیر کرده‌است.در اطلاعیه وزارت اطلاعات، به هویت این افراد اشاره‌ای نشده‌است، اما آمده که آنها دوره‌های مختلف گزینش و آموزش را در دبی و استانبول گذرانده‌اند.رادیو زمانه
- درخواست حزب اعتماد ملی برای برگزاری همه پرسی

حزب اعتماد ملی با صدور بیانیه‌ای ضمن بر شمردن علل نابسامانی‌های کشور، پیشنهاداتی را برای برون رفت از بحران حاکم ارائه داده و از حاکمیت خواسته‌است تا با برگزاری همه پرسی نظر ملت را در باره اساسی ترین مسائل ملت کشف کند.بی‌بی‌سی فارسی

## ۸ فوریه ۲۰۱۰
- نمایندگان مجلس به احمدی‌نژاد: مرتضوی را عزل کنید

۵۷ تن از نمایندگان مجلس شورای اسلامی با ارسال نامه‌ای به رئیس قوه قضاییه و محمود احمدی‌نژاد خواستار برکناری سعید مرتضوی و «برخورد جدی و بدون ملاحظه با عاملین فاجعه کهریزک» شدند. در نامه ۵۷ نماینده مجلس شورای اسلامی نیز یک بار دیگر بر نقش آقای مرتضوی در ماجرای کهریزک تاکید شده و آمده‌است: «فرد آمر در انتقال بازداشت‌شدگان به کهریزک آقای مرتضوی، دادستان وقت تهران، بود که برخلاف تدابیر ابلاغ شده پیشین و با وجود ظرفیت پذیرش در بازداشتگاه اوین، این تصمیم را گرفت.»  نمایندگان مجلس همچنین در نامه خود از «تلاش گسترده» سعید مرتضوی برای تعقیب قضایی نمایندگان عضو کمیته تحقیق و تفحص مجلس به دنبال انتشار گزارش این کمیته خبر داده‌اند. رادیو فردا
- فرمانده سپاه: برخورد شدید با معترضان، شعار خارج از قاعده ممنوع

تازه‌ترین هشدار از سوی نیروهای امنیتی و انتظامی جمهوری اسلامی در مورد راه‌پیمایی روز ۲۲ بهمن، فرمانده سپاه تهران بزرگ روز یک‌شنبه از برخورد شدید با افرادی خبر داد که بخواهند «خارج از سبک کاروان انقلاب وارد شوند». حسین همدانی، فرمانده سپاه محمد رسول‌الله تهران بزرگ، همچنین هشدار داد که نیروهای بسیجی جمهوری اسلامی اجازه نمی‌دهند که کسی راه‌پیمایی روز ۲۲ بهمن را «مصادره گروهی و جناحی نمایند». به نظر می‌رسد درگیری‌های روز عاشورا که از جمله به «فتح میدان ولی‌عصر» تهران از سوی معترضان انجامید اثر منفی عمیقی بر مقامات امنیتی ایران داشته‌است، به طوری که فرمانده نیروی انتظامی جمهوری اسلامی تا آنجا پیش رفت که گفت در جریان راه‌پیمایی روز ۲۲ بهمن «هدف این است حوادث عاشورا تکرار نشود». از سوی دیگر این فرمانده سپاه ابراز امیدواری کرده‌است که «حتی کسانی که به بخشی از عملکرد دولت‌مردان ما اعتراض دارند» همه در راه‌پیمایی ۲۲ بهمن یک حرف بزنند: «انقلاب اسلامی و تحقق آرمان‌های امام». همدانی همچنین هشدار داده‌است که «شعاری که خارج از قاعده و اصول که شکاف ایجاد می‌کند مطرح نشود». رادیو فردا
- نمونه تحقیقاتی هواپیمای رادارگریز ایران ساخته شد

معاون نیروی هوایی ارتش جمهوری اسلامی ایران اعلام کرد که نمونه تحقیقاتی هواپیمای رادارگریز ایران به نام «سفره‌ماهی» به پرواز درآمده و آزمایش شاخصه‌های رادارگریزی آن با موفقیت انجام شده‌است. ریانووستی

## ۹ فوریه ۲۰۱۰
- علیرضا بهشتی و محمدرضا تاجیک آزاد شدند، تاجیک در تلویزیون ظاهر شد

علیرضا بهشتی و محمد رضا تاجیک از زندان آزاد شدند.محمدرضا تاجیک که رئیس مرکز مطالعات استراتژِیک ریاست جمهوری در دولت محمد خاتمی و از مشاورین میرحسین موسوی بود در روزهای پس از رویدادهای عاشورا بازداشت شد.وی ساعاتی پس از آزادی در یک گفتگوی تلویزیونی در انتقاد از جنبش اعتراضی ایران و رهبران آن سخن گفت.برخی رسانه‌های حامی اصلاح طلبان صدای آقای تاجیک را که در برنامه تلویزیون دولتی ایران شرکت کرده بود بغض آلود و لرزان توصیف کردند.کلمه ،بی‌بی‌سی فارسی ،خبر آن لاین
- ایران غنی سازی اورانیوم تا ۲۰ درصد را آغاز کرده است

روز سه شنبه، به نقل از علی اکبر صالحی گزارش شد که به دستور محمود احمدی نژاد، عملیات غنی سازی اورانیوم با خلوص کم به منظور دستیابی به اورانیوم با خلوص ۲۰ درصد در زنجیره جداگانه‌ای در تاسیسات غنی سازی نطنز زیر نظر بازرسان آژانس بین المللی انرژی اتمی آغاز شده‌است.بی‌بی‌سی فارسی
- پنج سال حبس برای بهزاد نبوی

دادگاه تجدبدنظر حکم ۵ سال حبس تعزیری بهزاد نبوی را تایید کرد.خبر آن لاین
- اعتراض ایتالیا به حمله به سفارت این کشور در تهران

فرانکو فراتینی، وزیر خارجه ایتالیا در سنای این کشور گفت شبه نظامیان وابسته به دولت ایران تلاش کرده‌اند به سفارت این کشور در تهران حمله کنند.آقای فراتینی گفت که بسیجی‌هایی که لباس شخصی داشتند، به طرف سفارت سنگ پرتاب کرده و شعار «مرگ بر ایتالیا و مرگ بر برلوسکونی سر داده‌اند.بی‌بی‌سی فارسی
- اعدام و تجاوز به حقوق ایرانیان خاتمه یابد

۶۰ شخصیت برجسته جهانی، در نامه‌ای به آیت‌الله علی خامنه‌ای، خواستار پایان اعدام‌ها در ایران شده و از وی خواسته‌اند که با احترام به شئون اسلامی، «رحم و انصاف» خود را به نمایش بگذارد. در این نامه، از این شخصیت‌ها با عنوان «رهبران جوان جهان» یاد شده که از میان مخترعان، نخبگان، دانشگاهیان و هنرمندان انتخاب شده‌اند. این ۶۰ شخصیت در عین حال نوشته‌اند که نگران وضعیت حقوق بشر در ایران بوده و «محاکمات، احکام صادره، کشتار و اعدام ایرانیان»، آنها را به شدت متاسف و متاثر کرده‌است.
این نامه به امضای رهبران جوانی از کشورهایی همچون چین، هند، شیلی، تانزانیا، کانادا، آمریکا، ژاپن، روسیه، نروژ، بریتانیا، آلمان، هلند و ایران رسیده‌است. رادیو زمانه
- حمایت ده‌ها چهره اندیشمند و دانشگاهی جهان از مردم ایران

ده‌ها اندیشمند و چهره دانشگاهی جهان با انتشار بیانیه مشترکی ضمن پشتیبانی از مردم ایران «سیاست اعمال اختناق و سرکوب» را که به گفته آنها «مردم ایران را از حق تعیین سرنوشت سیاسی خود محروم می‌کند» محکوم کرده‌اند. امضاکنندگان این بیانیه همچنین با حمایت از «اصول آزادی مطبوعات و آزادی بیان مردم ایران» خواستار آزادی روشنفکران، روزنامه‌نگاران و فعالان سیاسی «زندانی و شکنجه‌دیده» شده‌اند. این چهره‌های اندیشمند و دانشگاهی در بیانیه خود با توصیف اعتراضات و برخوردهای خشونت‌بار حکومتی در ماه‌های اخیر اعلام کرده‌اند که «امروز در این اوضاع موج اختناق و سرکوب خونبار تازه‌ای جامعه مدنی ایران را در معرض خطر قرار داده‌است و بر تمامی روشنفکران و آزاداندیشان سراسر جهان است که در مقابل چنین خطری بی‌درنگ و با تمامی توان به پشتیبانی از مردم آزادی‌خواه ایران برخیزند، مردمی که بی‌محابا برای احقاق حقوق مشروع خود می‌رزمند». در این بیانیه که به امضای ۱۵۰ روشنفکر از کشورهای مختلف رسیده تصریح شده‌است که «اختناق و خشونت حکومت ایران تنها آنگاه قابل ادامه‌است که افکار عمومی جهان در برابر آن بی‌تفاوت و بی‌عمل بمانند». رادیو فردا
- آمریکا و اتحادیه اروپا درباره سرکوب مخالفان در راهپیمایی ۲۲ بهمن هشدار دادند

اتحادیه اروپا و آمریکا در بیانیه مشترکی که روز دوشنبه منتشر کردند از احتمال سرکوب معترضان به نتیجه انتخابات ایران در سالروز انقلاب بهمن ۱۳۵۷ ابراز نگرانی کرده و خواستار احترام جمهوری اسلامی به حقوق بشر شدند. در این بیانیه که از سوی خبرگزاری «رویترز» بی سابقه توصیف شده‌است، آمریکا و اتحادیه اروپا به رهبران جمهوری اسلامی ایران هشدار دادند که در راهپیمایی این روز موازین بین المللی حقوق بشر را رعایت کنند. در این بیانیه آمده‌است: «ما به طور اخص از احتمال بروز خشونت و سرکوب بیشتر در روزهای پیش رو بویژه در سالروز تاسیس جمهوری اسلامی در روز ۱۱ فوریه (۲۲ بهمن) نگران هستیم.» رادیو فردا
- شمار روزنامه‌نگاران زندانی از ۶۵ تن گذشت

براساس آمار سازمان گزارشگران بدون مرز، شمار روزنامه‌نگاران زندانی در ایران، با دستگیری وحید پوراستاد، از مرز ۶۵ تن گذشت. گزارشگران این تعداد روزنامه‌نگار زندانی در یک کشور را طی ٢٥ سال گذشته، «بی‌سابقه» توصیف کرده است. ژان فرانسوا ژولیارد، دبیر اول گزارشگران بدون مرز گفته که این دستگیری‌ها تنها منحصر به تهران نیست، بلکه در بسیاری از شهرستان‌ها، روزنامه‌نگاران و فعالان مطبوعاتی احضار و زندانی شده‌اند. گزارشگران در عین حال با ارسال نامه‌ای دیگر به مسئولان ٢٧ کشور اروپایی، آمریکا و کانادا با اعلام نگرانی از اعدام‌های قریب‌‌الوقوع، از آنها خواسته که «هم‌صدا، مضحکه عدالت و دادگاه‌های فرمایشی را محکوم کنند.» رادیو زمانه
- شرکت یک بانوی ایرانی در المپیک زمستانی

برای اولین بار در تاریخ المپیک زمستانی، یک بانوی ورزشکار ایرانی به نام «مرجان کلهر» در المپیک زمستانی کانادا حضور خواهد یافت و در رشته‌های مارپیچ و مارپیج بزرگ به رقابت خواهد پرداخت. ایران با یک تیم چهار نفره در این دوره از بازی‌های المپیک زمستانی شرکت خواهد کرد. ریانووستی

## ۱۰ فوریه ۲۰۱۰
- گوگل با Buzz وارد قلمروی فیس بوک و تویتر شد

شرکت گوگل با هدف رقابت با سایت‌های اجتماعی فیس بوک و تویتر، قابلیت جدیدی بنام «باز» (Buzz) را به سرویس جی میل خود اضافه کرده‌است.کاربران می‌توانند از طریق این ابداع مانند فیس بوک یا تویتر وضعیت خود را به دیگران اعلام کنند، از وضعیت دوستان خود مطلع شوند و نیز عکس یا ویدیو تماشا یا مبادله کنند.بی‌بی‌سی فارسی
- محمدرضا فاکر درگذشت

آیت الله محمدرضا فاکر نماینده مردم مشهد در مجلس شورای اسلامی و رئیس کمیسیون اصل ۹۰ مجلس شورای اسلامی درگذشت.خبر آن لاین
- تهدید دانشگاهیان آثار ویرانگری خواهد داشت

گروهی از استادان دانشگاه تربیت مدرس در نامه‌ای به علی خامنه‌ای رهبر جمهوری اسلامی، هشدار دادند تداوم تهدیدها علیه دانشگاهیان و ایجاد فضای رعب و وحشت در دانشگاه‌ها، آثار «ویران کننده‌ای» به دنبال دارد. به گزارش امروز چهارشنبه وب‌سایت کلمه، در این نامه که امضای ۱۱۶ استاد دانشگاه را دارد، از ادامه دستگیری و اخراج دانشجویان و اعضای هیات علمی دانشگاه‌ها ابراز نگرانی شده‌است. آنها خطاب به آقای خامنه‌ای نوشته‌اند: «امروز شاهد رفتارهایی نامتناسب با سنت‏‌های رایج دانشگاهی با دانشگاهیان هستیم که تا چندی پیش تصور آن دور از ذهن بود.» این استادان با انتقاد از وقوع حوادثی مانند بازداشت و محرومیت از تحصیل دانشجویان و ضرب و شتم آنها، نوشته‌اند: «باید از نقش‌‏آفرینی افراطیون که به نظر نمی‏رسد دلسوز اسلام و کشور باشند، جلوگیری به عمل آید و همه امور بر محور قانون اساسی تعریف گردد.» رادیو زمانه
- عفو بین الملل: جمهوری اسلامی به معترضین اجازه راهپیمایی مسالمت آمیز بدهد

سازمان عفو بین‌الملل از مسئولان جمهوری اسلامی خواست به معترضین اجازه دهند فردا با احساس امنیت بطور مسالمت آمیز راهپیمایی کنند. عفو بین الملل در بیانیه خود گفته‌است که وظایف و مسئولیت‌های حکومت را در حفظ امنیت و نظم عمومی درک می‌کند، اما این امر به هیچ وجه سرکوبی اعتراض‌ها و راهپیمایی مسالمت آمیز معترضین را که در ماههای اخیر رخ داده، توجیه نمی‌کند. رادیو فردا
- مهدی کروبی فردا ۱۰ صبح از فلکه دوم صادقیه راهپیمایی می‌کند

دفتر مهدی کروبی امروز در اطلاعیه‌ای ضمن دعوت مجدد مردم به شرکت در راهپیمایی ۲۲ بهمن، اعلام کرده‌است که کروبی فردا ۱۰ صبح از فلکهٔ دوم صادقیه به سمت میدان آزادی حرکت می‌کند. در این اطلاعیه خطاب به مردم آمده: آرام و محکم همچون گذشته خواست‌های قانونی و بر حقتان را با سکوت مطالبه کنید. میرحسین موسوی نیز پیشتر از معترضین خواسته‌است با حفظ هویت خود در راهپیمایی فردا شرکت کنند. رادیو فردا، جرس
- ارتش سایبری ایران سایت محسن سازگارا را هک کرد

ارتش سایبری ایران سایت محسن سازگارا را هک کرد.در صفحه هک شده این سایت نوشته شده‌است:در حالیکه آقای محسن سازگارا به آموزش جلوگیری از هک شدن توسط ارتش سایبری ایران مشغول بود، ارتش سایبری ایران فقط و فقط برای اثبات پوچ بودن حرف اینگونه افراد این سایت را هک نمود.خبر آن لاین
- اوباما خواستار تصویب تحریم‌های جدید علیه ایران ظرف چند هفته آینده شد

باراک اوباما، رئیس جمهور ایالات متحده، روز سه شنبه اعلام کرد که تلاش‌های تازه برای تصویب تحریم‌های بین المللی علیه ایران با شتاب مناسبی در جریان است و باید ظرف چند هفته آینده کامل شود. همزمان اتحادیه اروپا اعلام کرد که از اقدام‌های سازمان ملل علیه تهران حمایت خواهد کرد. رئیس جمهور آمریکا در یک کنفرانس خبری غیر منتظره گفت: به رغم تکذیب ایران، برای او روشن شده‌است که ایران در مسیری قدم بر می‌دارد که به سوی ساخت «تسلیحات اتمی» است. وی اظهار داشت: «به نظر می‌رسد که دولت ایران، پیشنهاد رویکرد دیپلماتیک وی را نادیده انگاشته‌است. ایران همچنان به برنامهٔ اتمی خود ادامه می‌دهد که می‌تواند به تولید سلاح هسته‌ای بینجامد.» از سوی دیگر نیکلای پاتروشف، رییس شورای امنیت ملی روسیه، که کشورش پیش از این با تشدید تحریم‌ها علیه ایران مخالفت کرده بود، گفت: «تصمیم ایران برای غنی‌سازی بیشتر اورانیوم به تردیدها در باره برنامه اتمی این کشور دامن می‌زند.» وی اظهار داشت: پیگیری روش‌های سیاسی و دیپلماتیک برای حل مسئله هسته‌ای ایران «حد و مرزی دارد.» پیشتر نیز رییس کمیسیون بین‌الملل مجلس دومای روسیه از احتمال تشدید تحریم‌ها علیه ایران خبر داده بود. رادیو فردا
- داسرای تهران: احکام ۳۵ متهم حوادث پس از انتخابات قطعی شده است

دادسرای عمومی و انقلاب تهران در آستانه راهپیمایی روز ۲۲ بهمن از قطعی شدن احکام ۳۵ نفر از عوامل به گفته آن «اغتشاشات» خبر داد و گفت که برای ۹ معترض دیگر روز عاشورا حکم اعدام و حبس تعزیری صادر شده‌است. دادسرای انقلاب تهران با اشاره به احکام قطعی ۳۵ نفر از بازداشت شدگان گفته‌است که «محکومان یاد شده حسب احکام صادره توسط دادگاه‌های انقلاب اسلامی تهران به حبس تعزیری و جزای نقدی محکوم شده‌اند و احکام صادره در مورد اکثر آنها نیز در حال اجراست.» بر اساس این اطلاعیه، افراد یاد شده به «اجتماع و تبانی علیه امنیت، تبلیغ علیه نظام، حمله به مامورین انتظامی و تخریب و آتش سوزی» متهم شده بودند. دادسرای تهران در اطلاعیه روز سه شنبه خود به صدور حکم محکومیت برای ۹ نفر دیگر از متهمان شرکت در اعتراض‌های روز عاشورا اشاره کرده و گفته‌است: «در احکام صادره، یک نفر از محکومین به اعدام و هشت نفر دیگر به تحمل حبس تعزیری محکوم شده‌اند.» به نظر می‌رسد حکم اعدام برای یک دانشجوی ۲۰ ساله صادر شده‌است که در دانشگاه دامغان تحصیل می‌کند و در جلسه هفته گذشته دادگاه انقلاب از سوی نماینده دادستان به «محاربه»، «افساد فی‌الارض»، «اجتماع و تبانی جهت انجام جرائم علیه امنیت کشور»، «فعالیت تبلیغی علیه نظام جمهوری اسلامی ایران» و «توهین به مقامات ارشد نظام» متهم شده بود. رادیو فردا

## ۱۱ فوریه ۲۰۱۰
- خامنه‌ای: «فریب خوردگان» به خود بیایند

علی خامنه‌ای در پيامی که ساعاتی پس از برگزاری مراسم راهپيمايی ۲۲ بهمن منتشر شد، ضمن قدردانی، حضور راهپیمایان در این مراسم را «شگفتی‌آفرين» خواند و از گروه‌هايی که وی آنها را «معاندان و فريب‌خوردگان داخلی» خوانده، خواسته است تا به خود بيايند. رهبر جمهوری اسلامی در این پيام پرسيده است: «آيا حضور ده‌ها ميليون انسان بصير و پرانگيزه در جشن سی و يک سالگی انقلاب کافی نيست که معاندان و فريب‌خوردگان داخلی را که گاه رياکارانه دم از «مردم » می‌‌زنند، به خود آورد و راه و خواست مردم را که همان صراط مستقيم اسلام ناب محمدی صلی‌الله عليه و آله و راه امام بزرگوار است،‌ به آنان نشان دهد؟» خامنه‌ای در این پیام منظور خود را از «معاندان و فريب‌خوردگان داخلی» به روشنی مشخص نکرده است، اما به نظر می‌رسد طرف خطاب وی می‌تواند معترضان به نتيجه انتخابات و رهبران آنها باشد که در تظاهرات اعتراضی روز 22 بهمن شرکت کرده‌اند. گفتنی است، در حالی که تصاویر به نمایش درآمده در رسانه‌های ایران و گزارش خبرگزاری‌های جهان حاکی از حضور «بیش از صد هزار نفر» از هواداران دولت در خیابان‌های تهران است، خبرگزاری فارس جمعیت دولتی حاضر در راهپیمایی ۲۲ بهمن تهران را بیش از «پنج میلیون نفر» تخمین زده‌ است. بی‌بی‌سی، همشهری، خبرگزاری ایلنا، رادیو زمانه، رادیو فردا
- اتحادیه اروپا می‌گوید مردم ایران شایسته شرایط بهتری هستند

رئيس سياست خارجی اتحادیه اروپا روز ۲۲ بهمن با انتشار بیانیه‌ای اعلام کرد مردم ایران شایسته شرایط بهتری هستند. کاترین اَشتون در این بیانیه با تاکید بر اینکه سی‌ویکمین سالگرد انقلاب ایران می‌تواند نشانه‌ آزادی‌خواهی مردم‌ باشد، گفت: « مردم ایران در سالگرد انقلاب ، برای نشان دادن دیدگاه‌های خود با ممانعت روبرو ‌شده‌اند.» اشتون، تاکید کرد که بر پایه گزارش‌ها، رهبران مخالفان با خشونت و ارعاب زیادی روبرو شده‌اند و ممکن بود دستگیر شوند. وی در این بیانیه اعلام کرده است، «خشونت‌های دولتی امروز بخشی از خشونتی است که در چندماه گذشته علیه معترضان در ایران شکل گرفته است و اتحادیه اروپا، از خواست مردم ایران برای آزادی‌خواهی، دموکراسی و رعایت حقوق‌بشر حمایت می‌کند.» رادیو فردا
- ممانعت از پیوستن موسوی به راهپیمایان و ضرب و شتم زهرا رهنورد

سایت خبری کلمه، نزدیک به میرحسین موسوی اعلام کرد که در جریان راهپیمایی سالگرد پیروزی انقلاب نیروهای امنیتی مانع از پیوستن میرحسین موسوی به راهپیمایان شده‌اند و زهرا رهنورد همسر وی نیز مورد ضرب و شتم قرار گرفته است. بر اساس گزارش کلمه، آقای موسوی قصد داشته است که همچون سال‌های گذشته از خیابان مجاور سازمان حج و زیارت به راهپیمایان در خیابان آزادی بپیوندد که محاصره نیروهای امنیتی مانع از این کار شده است. همچنین طبق این گزارش، زهرا رهنورد در حالی که قصد پیوستن به راهپیمایان در میدان صادقیه تهران را داشته است مورد حمله «لباس شخصی‌ها و نیروهایی با لباس نظامی» قرار گرفته است و در اثر این حمله خانم رهنورد از ناحیه سر و کمر مضروب شده است. همین منبع خبری می‌گوید که همسر میرحسین موسوی که پیش از این نیز در جریان شرکت در راهپیمایی‌های اعتراضی مورد حمله قرار گرفته بود، بعد از این حادثه با کمک و حمایت مردم و تشکیل حلقه انسانی توانسته است از محاصره نیروهای امنیتی خارج شود. رادیو فردا
- ادامه اعتراضات و فراخوان سایتهای حامی جنبش سبز برای تداوم تظاهرات

به گزارش شبکه جنبش راه سبز (جرس)، درگیری‌های شدید همچنان در آریاشهر و بلوار فردوس ادامه داشته و صدای پراکنده شلیک گلوله نیز شنیده می‌شود. گفتنی است بر اساس فراخوانی که معترضان منتشر کرده‌اند، قرار است که اعتراضات عصر امروز و امشب نیز ادامه یابد. طبق این فراخوان، این راهپیمایی از ساعت ۵ بعد از ظهر به بعد در تهران در آریاشهر، چهارراه ولی عصر، میدان فردوسی، پارک لاله، روبه روی زندان اوین و روبه روی صدا و سیما برگزار خواهد شد. به گفته جرس، در شهر تبریز، محل مراسم راهپیمایی در خیابان آبرسانان و میدان دانشکده و در اصفهان نیز در چهار باغ این شهر می‌باشد. همچنین وبگاه جرس آدرس اینترنتی جدیدی را برای گذشتن از سد فیلترینگ در ایران ارائه نموده‌است. جرس (آدرس جدید)، جرس ۲، جرس ۳
- گسترش اعتراضات در تهران

شبکه جنبش راه سبز (جرس) گزارش کرده‌است که از ساعتی پیش درگیری‌های گسترده‌ای در خیابان جلال آل احمد و کارگر شمالی آغاز شده‌است. به گزارش جرس، به دلیل اهمیت این منطقه و واقع شدن کوی دانشگاه در این نقطه از شهر، نیروهای بسیج در صدد افزایش چشمگیر نیروها و حضور خود در این منطقه‌است. در گزارش دیگری گفته شده‌است که درگیری‌های ماموران نظامی با هواداران جنبش سبز که از صبح امروز در غرب تهران آغاز شده بود اکنون به مناطق شمالی پایتخت از جمله خیابان ملاصدرای شیرازی و دیگر خیابانهای حوالی میدان ونک نیز کشیده شده‌است. پلیس شدیداً با معترضان برخورد می‌کند اما به خاطر حضور انبوه مردم، بارها مجبور به عقب نشینی شده‌است. صدای تیراندازی نیز شنیده می‌شود. تصاویر ویدیویی انتشار یافته بر روی سایت‌های اینترنتی شمار زیادی از معترضین را در حال شعار دادن در متروی تهران و خیابان‌های منطقه آریاشهر، امیرآباد ، ونک و شریعتی نشان می‌دهد که شعارهای «زندانی سیاسی آزاد باید گردد» و «مرگ بردیکتاتور» می‌دادند. جرس ۱، جرس ۲، رادیو فردا
- - تمرکز نیروهای امنیتی در مراکز دولتی تهران در ۲۲ بهمن

خبرهای رسیده از ایران حاکی است همزمان با شروع راه‌پیمایی ۲۲ بهمن و آغاز درگیری‌های پلیس با معترضان در میدان صادقیه در غرب تهران و شنیده شدن صدای گلوله در این میدان، تمهیدات امنیتی در تهران تشدید شده‌است. به گزارش سایت جرس، برای نخستین بار ماشین‌های آب‌پاش ضدشورش که مجهز به آب داغ فشار قوی هستند در مقابل صدا و سیما در پایین‌تر از چهار راه پارک‌وی تهران مستقر شده‌اند. خودروهای زرهی ویژه مقابله با تظاهرات شهری مجهز به آب داغ فشار قوی که اخیرا از  چین خریداری شده برای اولین بار به خیابان‌ها آمده‌اند و گارد ضدشورش نیز در داخل صداو سیما به حال آماده‌باش درآمده‌است. به گزارش جرس، در محدوده خیابان کارگر و امیرآباد شمالی نیز نیروهای نظامی و بسیجی زیادی مستقر شده‌اند. همچنین طبق برخی گزارش‌ها، جمع زیادی از نیروهای ضدشورش در برخی حوزه‌های مقاومت و مساجد نزدیک به میدان آزادی مستقر شده‌اند تا در صورت لزوم به خیابان‌ها بیایند. رادیو فردا
- - تظاهرات معترضان در نقاط مختلف تهران و دیگر شهرها

در مناطق مختلف تهران درگیری‌های پراکنده ادامه دارد. رسانه‌های حامی اصلاح طلبان از حضور گسترده هواداران جنبش سبز در خیابان‌ها خبر می‌دهند. به گزارش خبرنگاران جرس در مناطق مختلف تهران، ساعاتی مانده به آغاز رسمی راهپیمایی امروز هزاران نفر از هواداران جنبش سبز در خیابانهای تهران دیده شده‌اند و نیروهای انتظامی در آریا شهر بسوی مردم شلیک کردند. تارنمای ندای سبز آزادی، از حضور میرحسین موسوی، در راهپیمایی امروز تهران خبر داده‌است. گزارش‌ها حاکی است که ماموران انتظامی و لباس شخصی‌ها با پرتاب گاز اشک آور و حمله با باتوم مانع پیوستن معترضین به یکدیگر و راه یافتن آنها به خیابان آزادی شدند. در فلکه صادقیه تهران معترضین شعار برگزاری رفراندوم می‌دادند. همچنین درگیری در خیابان وصال برای جلوگیری از حرکت معترضان بسوی میدان آزادی جریان دارد. طبق خبر دیگری، درگیرهای شدیدی  در میدان ونک در جریان است. گفته می‌شود که افرادی بازداشت شده و به ساختمانی در خیابان برزیل  که متعلق به توانیر است منتقل می‌شوند. همچنین سایت‌های خبری حامی دولت از جمله ایرنا ،فارس و واحد مرکزی خبر دچار اختلال دسترسی شده‌اند. جرس ۱ ،جرس ۲، جرس ۳، جرس ۴، رادیو زمانه
- - حمله به مهدی کروبی و خاتمی، بازداشت فرزند کروبی و بازداشت موقت نوه آیت‌الله خمینی

امروز مهدی کروبی همان طور که از پیش وعده داده بود در راه‌پیمایی ۲۲ بهمن شرکت کرد، اما دقایقی پس از حضور در  خیابان اشرفی اصفهانی، واقع در شمال میدان صادقیه،  وی و همراهانش مورد حمله نیروهای لباس شخصی و یگان ویژه قرار گرفتند. گفته می‌شود نیروهای امنیتی شیشه‌های اتوموبیل او را شکسته‌اند اما بخود وی آسیب جدی نرسیده‌است. حسین کروبی فرزند وی گفته‌است که نیروهای حکومتی در حمله به مهدی کروبی و همراهانش از گاز اشک‌آور، باتوم و گلوله‌های رنگی استفاده کرده‌اند. به گفته وی، به مهدی کروبی آسیبی نرسیده و به منزل خود بازگشته‌است. حسین کروبی همچنین اعلام کرد، برادرش علی که همراه آقای کروبی بوده بازداشت شده‌است. در حالی که خبر رسیده‌است محمد خاتمی در خیابان زنجان مورد حمله لباس‌شخصی‌ها قرار گرفته‌است، برادر او، محمدرضا خاتمی، نیز به همراه همسرش، زهرا اشراقی، پس از بازداشتی کوتاه‌مدت آزاد شدند. زهرا اشراقی نوه آیت‌الله خمینی است. گفته شده بود که بازداشت آنها برای «حفظ امنیت خودشان» بوده‌است. خبرگزاری فرانسه، رادیو فردا، خبر آن لاین ،جرس
- - احمدی نژاد: اولین محموله اورانیوم ۲۰ درصدی ایران تولید شد

محمود احمدی‌نژاد روز پنج‌شنبه همزمان با سی و یکمین سالگرد انقلاب سال ۱۳۵۷ در میدان آزادی تهران از اتمام تولید نخستین محموله اورانیوم غنی‌شده ۲۰ درصدی ایران خبر داد. رئیس جمهوری اسلامی همچنین در سخنرانی خود خبر داد که ایران «در آینده نزدیک» این میزان اورانیوم غنی‌شده خود را سه برابر خواهد کرد. او گفت: «همین الان در [نیروگاه] نطنز ما قابلیت غنی‌سازی اورانیوم به سطحی بسیار بالاتر را داریم.» با این حال رئیس جمهوری اسلامی بار دیگر تکرار کرد که ایران قصد تولید بمب اتمی را ندارد. اورانیوم غنی‌شده علاوه بر این که می‌تواند سوخت نیروگاه‌های هسته‌ای باشد، قابلیت استفاده در تسلیحات هسته‌ای را نیز دارد. 
ایلنا، رادیو فردا
- - سفرای کشورهای اروپایی مراسم امروز سالگرد انقلاب ایران را تحریم کردند

سفیران بریتانیا، فرانسه، آلمان، ایتالیا و هلند مراسم امروز سالگرد انقلاب در میدان آزادی تهران و سخنرانی محمود احمدی نژاد را تحریم کردند. شماری از نیروی‌های بسیجی روز دوشنبه در مقابل این سفارت خانه‌ها تجمع کرده و باسنگ و تخم مرغ به آنها حمله کرده بودند. رادیو فردا

## ۱۲ فوریه ۲۰۱۰
- حملات تازه به سایت‌های اینترنتی مخالفان دولت ایران ،دفع حمله توسط جرس

سایت‌های اینترنتی جرس، کلمه و تحول سبز، منابع خبری نزدیک به مخالفان دولت ایران، عصر امروز مورد حمله هکرهای گروه موسوم به ارتش سایبری ایران قرار گرفته‌اند.در همین حال دست اندر کاران وبسایت شبکه جنبش راه سبز (جرس) با تایید هک شدن توسط ارتش سایبری ایران اعلام کرده‌اند موفق به بازپس گرفتن دومین جرس دات نت و دفع حمله شده‌اند.جرس ،بی‌بی‌سی فارسی
- خواسته‌های سه تشکل کارگری ایران از شورای حقوق بشر سازمان ملل

سه تشکل مستقل کارگری ایران در نامه‌ای به شورای حقوق بشر سازمان ملل متحد خواستار آن شدند که مطالبات کارگران ایران برای داشتن یک زندگی انسانی و شرافتمندانه و به دور از هر گونه سرکوب و رعب و وحشت در اجلاس ادواری آن نهاد مورد بررسی قرار گیرد. «سندیکای کارگران شرکت واحد اتوبوسرانی تهران و حومه»، «سندیکای کارگران نیشکر هفت تپه» و «اتحادیه آزاد کارگران ایران» در این نامه به اعمال فشارهایی که جمهوری اسلامی ایران در سالیان اخیر بر کارگران و فعالان کارگری آورده‌است، اعتراض کرده‌اند. این سه تشکل مستقل کارگری در مورد بازداشت کارگران و فعالان سندیکایی نوشته‌اند: «مسئولان امنیتی اعلام کرده‌اند که جمهوری اسلامی علی رغم پذیرش مقاوله نامه‌های بین المللی فعلا مصلحت نمی‌داند که سندیکا در ایران تشکیل شود و چنانچه کسی اقدام به فعالیت سندیکایی کند، مخالف نظام جمهوری اسلامی شناخته و محاکمه خواهد شد.» این تشکلها در نامه خود اعلام کرده‌اند که شرایط زندگی طبقه کارگر ایران در طول ۳۰ سال گذشته و  برخلاف مطالبات پایه‌ای انقلاب ۵۷،  بدتر شده و روزبه روز بر ابعاد فقر، فلاکت و بی حقوقی آنان افزوده شده‌است. به گفته این سه تشکل، شرایط دشوار کنونی کارگران در شرایطی است که «در طول ۳۰ سال گذشته، طبقه کارگر ایران از تمامی حقوق به رسمیت شناخته شده بین المللی خود محروم بوده و هر گونه اعتصاب و اعتراض کارگران و تشکل خواهی آنان با سرکوب، تهدید، بیکاری، زندان و اتهامات امنیتی مواجه شده‌است.» رادیو فردا
- شیرین عبادى خواستار کمک جامعه جهانى به مردم ایران شد

شیرین عبادی، برنده ایرانى جایزه صلح نوبل خواستار کمک جامعه جهانى به مردم ایران براى جلوگیرى از سرکوب اعتراض‌ها و نقض حقوق بشر و نیز حمایت از جنبش دمکراسى‌خواهى در ایران شده است. به گزارش خبرگزارى فرانسه شیرین عبادى، برنده ایرانى جایزه صلح نوبل روز جمعه در سخنانى در ژنو با بیان این که «مردم ایران به دنبال دمکراسى واقعى هستند»، از جامعه جهانى خواست، به کمک ایرانیان شتافته و مانع از سرکوب بیشتر معترضان توسط حکومت جمهورى اسلامى شوند. خانم عبادى که در نشستى با شرکت نمایندگان نهادهاى بین‌المللى حامى حقوق بشر از جمله عفو بین الملل و سازمان دیده بان حقوق بشر سخن مى‌گفت، خطاب به جهانیان افزود: « ممکن است فردا خیلى دیر باشد و ما در ایران با یک تراژدى روبرو شویم. لطفاً به ما کمک کنید». رادیو فردا
- فعالان حقوق بشر از سازمان ملل خواستند بر ایران فشار وارد کند

گروهی از سازمان‌های بین المللی حقوق بشر، از شورای حقوق بشر سازمان ملل خواستند تا بر وضعیت حقوق بشر در جمهوری‌اسلامی ایران نظارت بین‌المللی صورت گیرد. دوشنبه آینده قرار است در اجلاس بررسی ادواری جهانی شورای حقوق بشر سازمان ملل متحد، وضعیت حقوق بشر در ایران بررسی شود. اعضای این سازمان‌ها از این شورا خواسته‌اند در نشست خود، موضوع بررسی وضعیت حقوق بشر در ایران، توسط ناظران بین‌المللی مطرح شود و امکان دسترسی سریع به اطلاعات مربوطه، فراهم شود. رادیو فردا
- خطیب جمعه تهران: معترضان «توبه» نمی‌کنند

کاظم صدیقی خطیب موقت نماز جمعه تهران با بیان این‌که فضای ایران برای مخالفان دولت «ناامن» شده‌است، گفت که این افراد درصدد «اغتشاش‌آفرینی» و «ناامن» کردن فضای ایران بودند و حاضر به «توبه» نیز نیستند. به گزارش خبرگزاری فارس، وی حضور هواداران دولت در راهپیمایی ۲۲ بهمن را نشان «بصیرت و ولایت‌مداری» آن‌ها دانست و افزود: «اگر بصیرت داشته باشید در فتنه‌ها راه را گم نمی‌کنیم.» کاظم صِدیقی، خطیب جمعه تهران امروز در ادامه روزنامه‌های داخلی را به «منفی‌بافی و سیاه‌نمایی» متهم کرد و ادامه داد: «روزنامه‌ها و رسانه‌های خارجی و داخلی به دنبال ایجاد اختلاف در بین مردم بوده‌اند.» وی گفت که این افراد با عمل‌کرد خود فضا را «آلوده» کردند و عده‌ای فکر می‌کردند انقلاب اسلامی در حال «شکست» است.رادیو زمانه
- ادامه بازداشت و احضار مخالفان دولت در ایران

شمار زیادی از فعالان ستاد میرحسین موسوی و نمایندگان این نامزد معترض بر سر صندوق‌های اخذ رای در انتخابات گذشته ریاست جمهوری، طی روزهای گذشته بازداشت شدند. به گزارش تارنمای «ندای سبز آزادی»، این افراد در پی احضار و مراجعه به نهادهای امنیتی دستگیر شده‌اند. از این افراد خواسته شده بود که به ساختمانی در میدان آزادی تهران، که تابلوی «دفتر پی‌گیری» بر سردر آن دیده می‌شود مراجعه کنند. از تعداد بازداشت‌شدگان و نهادی که آن‌ها را دستگیر کرده هیچ‌گونه اطلاعی در دست نیست. اصغر خندان، پاسدار بازنشسته و عضو ستاد میرحسین موسوی، از جمله بازداشت‌شدگان روز گذشته‌است. وی که در پی احضار وزارت اطلاعات به ساختمان شماره دو اتباع خارجی نیروی انتظامی مراجعه کرده بود، از سوی ماموران امنیتی دستگیر شد. الهه کولایی، احمد شیرزاد، علی شکوری‌راد و علی‌محمد حاضری، اعضای جبهه مشارکت ایران اسلامی نیز روز گذشته مورد بازجویی قرار گرفتند. نیروهای امنیتی این فعالان سیاسی اصلاح‌طلب را به دادسرای انقلاب، مستقر در زندان اوین احضار کرده بودند. رادیو زمانه
- سنای آمریکا به دنبال تحریم ناقضان حقوق بشر در ایران

سناتور جوزف لیبرمن یکی از تدوین‌کنندگان لایحه تازه در سنای آمریکا درباره ایران، به رادیو اروپای آزاد-رادیو آزادی، گفته‌است که این لایحه بر تحریم‌های تنبیهی علیه ناقضان حقوق بشر در حکومت جمهوری اسلامی ایران تمرکز دارد. جزئیات لایحه‌ای که از سوی سناتور جمهوریخواه جان مک کین و جوزف لیبرمن، سناتور مستقل ایالت کنکتیکت، تهیه و تدوین شده و گروهی از سناتورهای دیگر از آن پشتیبانی کرده‌اند، روز چهارشنبه انتشار یافت. این لایحه تحریمی و تنبیهی، با لوایح تحریم‌های پیشین تفاوت عمده‌ای دارد و تمرکز آن نه بر مسئله اتمی دولت ایران که علیه مقام‌های  جمهوری اسلامی که در سرکوب‌ها و نقض حقوق بشر در ایران نقش داشته‌اند، است. رادیو فردا
- مقام‌های آمریکایی می‌گویند ایران توانایی غنی‌سازی اورانیوم ۲۰ درصد را ندارد

کاخ سفید در واکنش به سخنان روز پنجشنبه محمود احمدی‌نژاد در مورد تولید اولین محموله اورانیوم غنی‌شده ۲۰ درصدی می‌گوید که برای ایالات متحده قابل باور نیست که ایران از قابلیت غنی‌سازی اورانیوم در این سطح برخوردار باشد. اظهارات احمدی نژاد با واکنش ایالات متحده روبه‌رو شده و رابرت گیتس، سخنگوی کاخ سفید با رد ادعای ایران گفته‌است که اظهارات پی در پی رهبران ایران در این زمینه سیاسی است و نه واقعی.وی تأکید کرد که صادقانه بگویم بسیاری از آنچه احمدی‌نژاد می‌گوید که تولید کرده‌اند غیر واقعی است. گوردون براون نخست‌وزیر بریتانیا هم روز پنجشنبه به شبکه تلویزیونی بی بی سی گفته‌است که شرایط جهانی به گونه‌ای است که شکیبایی [در قبال برنامه هسته‌ای ایران] پایان ناپذیر نیست و جهانیان شاهد تحریم‌های ویژه‌ای خواهند بود که ما برای ایران برنامه‌ریزی می‌کنیم». رادیو فردا
- کاخ سفید از ایران خواست به حقوق معترضان برای راهپیمایی احترام بگذارد

کاخ سفید، به مقام‌های جمهوری اسلامی ایران هشدار داد که قوانین «حقوق بشر» در مورد معترضان را رعایت کند و به حقوق انسانی آنها احترام بگذارد. مقام‌های کاخ سفید روز پنج شنبه از حکومت ایران خواستند تا اجازه دهند معترضان و مخالفان بدون نگرانی از رعب و خشونت ماموران، راهپیمایی کنند. برخی مقام‌های آمریکایی می‌گویند رویدادهای اخیر ایران را با دقت زیر نظر دارند و رفتار پلیس با معترضان را در راهپیمایی پنجشنبه مشاهده کرده‌اند. رابرت گیبز، سخنگوی کاخ سفید گفت: «ما رویدادهای ایران را زیرنظر داریم و تلاش می‌کنیم تا بهترین اطلاعات را به دست آوریم.» رادیو فردا
- عکسی از معترض انتخاباتی ایران بهترین عکس  «ورلد پرس فوتو» شد

یک عکاس ایتالیایی به خاطر گرفتن عکس یک زن معترض به نتایج انتخابات ریاست جمهوری ایران برنده جایزه سالیانه ورلد پرس فوتو شد همچنین فیلم کشته شدن ندا آقاسلطان، بارگذاری شده در سایت یوتیوب برنده جایزه ویژه هیات ژوری شد.واشنگتن پست

## ۱۳ فوریه ۲۰۱۰
- فاطمه کروبی:پسرم را شکنجه کرده‌اند

همسر مهدی کروبی در نامه‌ای سرگشاده به آیت‌الله علی خامنه‌ای، با توصیف برخوردهایی که در مدت بازداشت با علی کروبی صورت گرفته‌است، خواهان جلوگیری از بدرفتاری با بازداشت شدگان جوان شد.فاطمه کروبی در این نامه که روز ۲۴ بهمن (۱۳ فوریه) در سایت سحام نیوز (پایگاه رسمی حزب اعتماد ملی) منتشر شده‌است، با اشاره به «ضرب و جرح شدید» فرزند خود یادآور شد که عاملان شکنجه، علی کروبی را تهدید به انجام «فعلی» کرده‌اند که مجازات ارتکاب آن در قانون مجازات اسلامی مرگ است.خانم کروبی در بخشی از نامه خود به می‌نویسد:هنگامیکه اسامی بازداشت شدگان را یادداشت می‌کردند، اوباش‌هائی که امروز در لباس ضابطان قرار گرفته‌اند به هویت علی پی بردند و پس از ده دقیقه و کسب اجازه از مسوولان ارشد خود، او را از جمع جدا کرده و بشدت مورد ضرب و جرح قرار دادند. این از خدا بی خبران مکان امن الهی (اشاره به مسجد امیر المومنین) را به شکنجه گاه فرزندان مردم تبدیل کردند.بی‌بی‌سی فارسی ،سحام نیوز
- فراخوان برای همبستگی با «آزادی و برابری جنسیتی در ایران» در هشتم ماه مارس

با نزدیک شدن به روز هشتم ماه مارس، روز جهانی زن، جمعی از فعالان زن ایرانی از همه مدافعان حقوق زنان، نهادها و شبکه‌های بین المللی دفاع از حقوق زن و فمینیست‌های جهان، دعوت کرده‌اند تا با ترتیب دادن برنامه‌ها و صدور بیانیه‌هایی از خواست‌های زنان و جنبش حقوق مدنی در ایران حمایت کنند. آنها همچنین خواستار پایان دادن به خشونت و سرکوب در ایران و آزادی فوری بازداشت شدگان شده‌اند. در این بیانیه خواسته شده‌است تا این اقدامات ِ حمایتی و اعتراضی با شعار «آزادی و برابری جنسیتی در ایران» سازماندهی شود. شمار زیادی از فعالان حقوق مدنی و سیاسی و روزنامه نگار ان زن در ایران در ماه‌های اخیر ، بازداشت و اذیت و آزار شده وعده‌ای نیز مجبور به مهاجرت شده‌اند. رادیو فردا
- بزرگترین عملیات ناتو در افغانستان با حضور ۱۵ هزار نظامی

بیش از ۱۵ هزار نظامی آمریکایی، بریتانیایی و افغان بزرگترین عملیات نظامی پس از سقوط طالبان در سال ۲۰۰۱ میلادی را علیه ستیزه‌جویان این گروه، آغاز کرده‌اند. دو منطقهٔ مارجَه و نادعلی در مرکز ولایت هلمند، کانون درگیری‌هایی است که از ۲ بامداد روز شنبه، به وقت محلی، آغاز شده‌است. از ویژگی‌های این عملیات حضور نیروهای افغان در طراحی عملیات و حضور مؤثر در میان نیروهای عمل‌کننده گزارش شده‌است. قرار است ۱۹۰۰ پلیس افغان پس از پایان عملیات نظامی در شهر مارجَه و مناطق پیرامون آن مستقر شوند. همچنین طبق گزارش دیگری، به گفته مقام‌های پاکستان، طالبان یک دبیرستان پسرانه را در ناحیه مُهمند در ۹۰ کیلومتری پیشاور ویران کردند. این مدرسه در زمان انفجار بسته بود اما ساختمان مدرسه با خاک یکسان شده‌است. رادیو فردا ۱، رادیو فردا ۲
- المپیک زمستانی ونکوور افتتاح شد

بازی‌های المپیک زمستانی ونکوور کانادا طی مراسمی در ورزشگاه «بی سی پلیس» این شهر افتتاح شده‌است. این اولین بار در تاریخ این مسابقات است که مراسم افتتاح المپیک زمستانی در سالنی سرپوشیده برگزار شده‌است.در مراسم افتتاحیه بر روی فرهنگ و تاریخ بومی کانادا تاکید شد. در این مراسم همچنین خوانندگان سرشناس کانادایی از جمله برایان آدامز، نلی فورتادو، سارا مکلکلن و کی دی لنگ هنرنمایی کردند.بی‌بی‌سی فارسی+گزارش تصویری اختصاصی ویکی‌پدیا
- گزارش یونسکو از حمله به دانشگاهیان و فرهنگیان در ایران

سازمان یونسکو در گزارشی در ارتباط با  ایران، به حوادث پس از انتخابات ریاست جمهوری سال ۱۳۸۸  اشاره کرده  و از جمله از کشته شدن چند تن از دانشجویان در جریان این حوادث سخن به میان آورده‌است.بی بی سی

## ۱۴ فوریه ۲۰۱۰
- کروبی از ارائه برنامه های رهبران مخالفان در آینده نزدیک خبر داد

مهدی کروبی از تصمیم خود و میرحسین موسوی براى دیدار و رایزنى در باره وضعیت کنونى در آینده‌اى نزدیک خبر داد و تاکید کرد، چنانچه با درخواست برگزارى تظاهرات حامیان جنبش سبز موافقت نشود، «روش‌هاى دیگرى» را براى ارتباط با مردم دنبال خواهد کرد. این رهبر مخالفان در ایران در گفت و گویى با نشریه بریتانیایى «ساندی تلگراف» ضمن تاکید بر این که از «حقوق مردم نمى‌توان چشم‌پوشى کرد»، از برنامه‌هاى رهبران جنبش سبز در آینده نزدیک خبر داده است. کروبى در نخستین اظهارنظر رسمى خود پس از تظاهرات ۲۲ بهمن با اشاره به سرکوب تظاهرات معترضان به نتایح انتخابات در این روز، در باره برنامه‌هاى آینده مخالفان گفته است: «به موجب اصل بیست و هفتم قانون اساسى، براى برگزارى یک تظاهرات مسالمت‌آمیز به منظور نشان دادن حمایت مردم از جنبش سبز تقاضای صدور مجوز خواهیم کرد.» وى افزوده است: «ما به زودى در باره برنامه‌هاى آینده با مردم صحبت خواهیم کرد. آقاى موسوى و من به زودى باهم جلسه‌اى خواهیم داشت و پس از آن جلسه، راهکار خود را به اطلاع مردم خواهیم رساند. این جلسه ممکن است در همین هفته برگزار شود.» رادیو فردا
- ایران برای نخستین بار قهرمان جام کشتی فرنگی شد

در رقابت های جام جهانی ۲۰۱۰ کشتی فرنگی در ارمنستان، تیم ملی کشتی فرنگی ایران برای نخستین بار به قهرمانی رسید. این موفقیت در پی پیروزی پیاپی ایران بر تیمهای کوبا، منتخب اسکاندیناوی و ارمنستان حاصل شد. بی‌بی‌سی
- سه میلیون پوند برای سلف پرتره با چشم کبود فروید

نقاشی که لوسین فروید، نقاش سرشناس بریتانیایی در سال ۱۹۷۸ از چهره خودش کشیده و او را با چشم کبود نشان می‌دهد به قیمت حدودا سه میلیون پوند به ‌فروش رسید.خبر آن لاین ،تلگراف

## ۱۵ فوریه ۲۰۱۰
- نخستین جلسه بررسی وضعیت حقوق بشر در ایران برگزار شد

در نخستین روز نشست شورای حقوق بشر سازمان ملل متحد وضعیت حقوق بشر در ایران بررسی شد. نمایندگان شصت کشور جهان در نشست ژنو شرکت کرده‌اند.محمد جواد لاریجانی، دبیر ستاد حقوق بشر ایران، به نمایندگی از طرف دولت ایران به همراه هیاتی ۳۲ نفره در این نشست شرکت کرده‌است.در این نشست محدودیت‌های اعمال شده در ایران، بازداشت‌های بهایی‌ها، اجرای حکم اعدام و از جمله اعدام افراد زیر ۱۸ سال، مساله سنگسار در قوانین جزایی ایران و وضعیت بازداشت شده‌های پس از اننخابات از انتقادهای مطرح شده به وضعیت حقوق بشر در ایران بوده‌است.در این نشست نمایندگان کشورهای نیکاراگوئه، سودان، ونزوئلا و بولیوی در دفاع از وضعیت حقوق بشر در ایران سخنرانی کردند.بی‌بی‌سی فارسی
- کلینتون: ایران به سوی دیکتاتوری نظامی حرکت می‌کند

هیلاری کلینتون، وزیر امور خارجه آمریکا، در سخنانی در دوحه، پایتخت قطر، در بررسی شرایط و تحولات سیاسی در ایران، گفت که به نظر می‌رسد این کشور به سوی تسلط یک دیکتاتوری نظامی به رهبری سپاه پاسداران حرکت می‌کند.خانم کلینتون؛ که در جمع گروهی از دانشجویان در شعبه دانشگاه کارنگی - ملون در قطر سخن می‌گفت، افزود که از آنچه که مشاهده می‌شود به نظر می‌رسد که اختیارات حکومتی رهبر، رئیس جمهوری و مجلس ایران از آن‌ها سلب و به سپاه پاسداران منتقل می‌شود.بی‌بی‌سی فارسی
- ۲۰ کشته در حادثه برخورد دو قطار در بلژیک

در پی برخورد دو قطار در ایستگاه راه آهن بیزینگن در حومه بروکسل پایتخت بلژیک، دست کم ۲۰ تن کشته شدند.هنوز علت وقوع حادثه برخورد این دوقطار در ایستگاه راه آهن بیزینگن در جنوب غرب بروکسل پایتخت بلژیک مشخص نشده‌است.رسانه‌های خبری بلژیک همچنین از زخمی شدن ده‌ها سرنشین این دو قطار خبر می‌دهند.پرس تی‌وی
- جونز: تحریم‌ها علیه ایران می‌تواند به تغییر حکومت بینجامد

جیمز جونز، مشاور امنیت ملی باراک اوباما، رئیس جمهوری ایالات متحده آمریکا، روز یکشنبه در گفتگویی با شبکهٔ تلویزیونی فاکس‌نیوز اعلام کرد که ایالات متحده در ماه جاری میلادی به دنبال تحریم‌های بسیار شدید ایران است که می‌تواند به تغییر حکومت بینجامد. جونز اضافه کرد که واشنگتن به دنبال بی‌ثباتی ایران نبوده‌است، اما با وجود مشکلات داخلی، تحریم‌های بیشتر می‌تواند چنین اثری بر حکومت ایران داشته باشد. مشاور امنیت ملی رئیس جمهوری آمریکا گفت که ترکیب شدن تحریم‌های بسیار شدید با مشکلات بسیار جدی که اکنون حکومت ایران در داخل با آن مواجه‌است، می‌تواند باعث تغییر حکومت شود. رادیو فردا
- بایدن: چین از تحریم‌های جدید علیه ایران حمایت خواهد کرد

جو بایدن، معاون رئیس جمهوری آمریکا، می‌گوید ایالات متحده انتظار دارد که از حمایت چین برای اعمال تحریم‌های جدید بر ایران برخوردار شود. بایدن که در شبکهٔ ان‌بی‌سی آمریکا سخن می‌گفت، اضافه کرد «ما از حمایت همه برخورداریم از روسیه تا اروپا. و به باور من برای ادامهٔ اعمال تحریم‌ها و برای منزوی کردن ایران، از حمایت چین برخوردار خواهیم شد». قدرت‌های غربی به رهبری ایالات متحده به دنبال تحریم‌های جدید سازمان ملل علیه ایران، به دلیل ادامهٔ برنامهٔ هسته‌ای‌اش، هستند. در این میان، چین تمایلی به تشدید تحریم‌ها علیه ایران ندارد. ایران تأمین‌کنندهٔ بزرگ نفت چین است. رادیو فردا

## ۱۶ فوریه ۲۰۱۰
- مایکروسافت جدیدترین سیستم عامل موبایلش را معرفی کرد

مایکروسافت آخرین سیستم عامل موبایل خود به نام Windows Phone ۷ را معرفی کرد.به گزارش بی‌بی‌سی، این سیستم عامل بسیاری از سرویس‌های مایکروسافت نظیر Xbox Live و سرویس موزیک Zune را دارا می‌باشد.همشهری آن لاین
- کارمندان دولت ایران موظف به ادای سوگند و امضا منشور اخلاقی و اداری شدند

با تصویب وزیران عضو کمیسیون امور اجتماعی دولت محمود احمدی‌نژاد، همه افراد در بدو استخدام در سازمان‌های دولتی در ایران باید سوگندنامه و منشور اخلاقی و اداری را امضا کنند. کارمندان دولت ایران باید در برابر «قرآن» و «خداوند» سوگند بخورند که «ارزش‌های دینی، انسانی و اجتماعی و قوانین اداری‌شان» را رعایت کنند. اقلیت‌های دینی می‌توانند به کتاب دینی خودشان سوگند بخورند. برابری، حاکمیت قانون در مناسبات اداری، شهروندمداری و مردم‌مداری، احترام و اعتماد، شفافیت، پاسخگویی، عدم سواستفاده از موقعیت شغلی، تعهد و وفاداری به سازمان و به کارگیری مهارت و تخصص از اصول منشور اخلاقی و اداری تدوین شده از سوی وزیران کمسیون امور اجتماعی و دولت الکترونیک است. بی‌بی‌سی
- صحنه جان سپردن ندا آقا سلطان برنده بهترین فیلم خبری سال شد

روز سه شنبه، ۱۶ فوریه، اسامی برندگان جایزه روزنامه نگاری جورج پولک George Polk برای بهترین فیلم‌های خبری در سال ۲۰۰۹ انتشار یافت و اعلام شد که تصویربردار ناشناسی که با استفاده از گوشی تلفن همراه صحنه قتل ندا آقا سلطان را در جریان تجمع معترضان به نتیجه انتخابات ایران ضبظ کرده و در دسترس جهانیان قرار داده بود بهترین تصویر بردار خبری سال شناخته شده‌است.بی‌بی‌سی فارسی
- عربستان خواستار اقدامی سریع‌تر در قبال برنامه هسته‌ای ایران شد

وزیر خارجه عربستان سعودی روز دوشنبه در نشست خبری مشترک با هیلاری کلینتون اعلام کرد که «تهدیدی که از جانب بلندپروازی‌های هسته‌ای ایران احساس می‌شود، اقدامی سریع‌تر و فوری‌تر از وضع تحریم‌ها را می‌طلبد». شاهزاده سعود الفیصل، نسبت به مفید بودن تحریم‌های بیشتر علیه ایران برای توقف برنامهٔ هسته‌ای‌اش، ابراز تردید کرد و اعمال تحریم‌ها را در دراز مدت اثربخش خواند و تأکید کرد که «تهدید هسته‌ای ایران را نیازمند اقدامی فوری‌تر است». وی در عین حال اشاره‌ای به ماهیت راه‌حل‌های کوتاه مدت مورد نظرش نکرد. رادیو فردا
- احمدی نژاد: ایران به تحریم‌های جدید واکنش نشان می‌دهد

محمود احمدی‌نژاد، رئیس جمهور اسلامی ایران، روز دوشنبه در یک کنفرانس خبری اعلام کرد که گفت و گوها برای تبادل سوخت اتمی همچنان در جریان است و تهدید کرد ایران هر کشوری را که بخواهد علیه آن تحریم جدیدی اعمال کند پشیمان خواهد کرد. احمدی نژاد در این نشست رسانه‌ای که خبرنگاران داخلی و خارجی در آن حضور داشتند اظهار عقیده کرد: «اگر کسی بخواهد بر ضد جمهوری اسلامی ایران اقدامی کند پاسخ ما مانند گذشته نیست که بخواهیم نصیحت و روشنگری کنیم.» به گفته وی، «حتما عمل متقابلی انجام می‌شود که مثل همیشه آنها را پشیمان می‌کند.» رئیس دولت دهم به پاسخ احتمالی ایران به طرح کشورهای غربی برای تحریم‌های بیشتر بر ضد برنامه اتمی جمهوری اسلامی اشاره‌ای نکرد. احمدی‌نژاد در پاسخ به یک خبرنگار در مورد سوخت هسته‌ای گفت: «برای تولید سوخت ۲۰ درصدی برنامه‌ریزی نکرده بودیم و باور ما این بود که اگر نیاز داشتیم به ما می‌دهند. سرمایه‌گذاری برای غنی‌سازی بیست درصدی غیر اقتصادی است ولی چون سوخت راکتور اتمی تهران در حال اتمام هست ما باید برای تهیه آن برنامه‌ریزی کنیم». رادیو فردا،  بی‌بی‌سی
- روسیه: ایران همکاری نکند، تحریم‌ها منتفی نیست

سخنگوی دمیتری مدودف، رئیس جمهوری روسیه، روز سه شنبه گفته‌است: ایران می‌بایست با آژانس بین المللی انرژی اتمی همکاری کند و در صورتی که جمهوری اسلامی تعهدات بین المللی خود را انجام ندهد، تحریم‌های تازه علیه این کشور منتفی نیست. ناتالیا تیموکوا می‌گوید: دیمیتری مدودف این اظهارات را در گفت وگو با بنیامین نتانیاهو، نخست وزیر اسرائیل، مطرح کرده‌است. تیموکوا همچنین به خبرنگاران گفت: «درباره مسئله تحریم های(ایران)، موضع روسیه تغییری نکرده‌است. روسیه همچنان باور دارد که ایران می‌بایست بیشتر و وسیع تر با آژانس بین المللی انرژی اتمی و دیگر کشورها همکاری کند.» وی افزود: «اگر تعهدات انجام نشوند، هیچ کس نمی‌تواند تحریم را منتفی بداند.» رادیو فردا

## ۱۷ فوریه ۲۰۱۰
- ایران در خواست تحقیق سازمان ملل درباره شکنجه را رد کرد

ایران درخواست کشورهای آمریکا ،بریتانیا،استرالیا و فرانسه  مبنی بر اجازه این کشور به کارشناسان سازمان ملل ، شامل وکلا وقضات مستقل ، برای بررسی شکنجه و خشونت‌های پس از انتخابات ریاست جمهوری ایران در سال ۱۳۸۸  را رد کرد. شورای حقوق بشر سازمان ملل متحد كه نشست سالانه خود را از روز دوشنبه آغاز كرده است در گزارشى از مباحث مطرح در اين گردهمايى اشاره كرده است كه ايران همچنين نپذيرفته است تا مجازات اعدام را لغو كند و گفته است كه از شكنجه به عنوان ابزارى قانونى استفاده نمى كند. در نشست روز دوشنبه كه به عنوان بخشى از مرور جهانى وضعيت حقوق بشر كشورها طى هر چهار سال برگزار شد پيشنهادهاى بسيارى مطرح شد كه از آن جمله مى توان به توصيه ارائه شده از سوى شيلى اشاره كرد كه در آن خواسته شده تا حقوق سياسى و مدنى همه از جمله ناراضيان تضمين شود. خبرگزاری فرانسه، رادیو فردا
- روسیه دستگیری شهروندانش در راهپیمایی معترضان درایران را ردکرد

سفارت روسیه در تهران، گزارش‌ دادستان تهران ،عباس جعفری دولت‌آبادی  مبنی بر دستگیری دو شهروند این کشور در تظاهرات مخالفان در ۲۲ بهمن  را رد کرد. خبرگزاری ریانووستی

## ۱۸ فوریه ۲۰۱۰
- برخورد هواپیما با یک ساختمان در تگزاس آمریکا

یک فروند هواپیمای سبک به یک ساختمان هفت طبقه در آستین واقع در ایالت تگزاس برخورد کرد در این سانحه دو نفر مجروح شدند.گفته می‌شود دفتر پلیس اف‌بی‌آی آمریکا واقع در این شهر، در نزدیکی محل برخورد این هواپیما با ساختمان مذکور قرار دارد.پرس تی‌وی
- نروژ به دیپلمات سابق ایران پناهندگی داد

نروژ به محمدرضا حیدری، دیپلمات سابق ایرانی در نروژ که دراعتراض به خشونت دولتی با تظاهرات مخالفان در تهران، از سمت خود استعفا کرده بود پناهندگی داد.فاینشنال تایمز ،بی بی سی فارسی
- عکاسان ایرانی برنده جوایز «عکس برتر سال رینولدز» شدند

موسسه روزنامه نگاری رینولدز،جوایز اول تا سوم خود را در رشته «اعتراضات مدنی» به عکس های خبری عکاسان ایرانی که از حوادث مربوط به راهپیمایی معترضان به نتایج انتخابات در ایران و حوادث آن تهیه شده بود اختصاص داد.بی بی سی فارسی
- نیوساینتیست: ایران مقام نخست جهان را از نظر رشد علمی دارا است

ایران از لحاظ نرخ رشد پژوهش‌های علمی مقام نخست جهان را دارا است. انتشار مقالات علمی در ایران ۱۱ برابر متوسط جهانی رشد داشته‌است که در این میان، نرخ رشد تعداد مقالات منتشر شده در رشته‌های مربوط به فناوری هسته‌ای در ایران ۲۵۰ برابر متوسط جهانی بوده و فعالیت‌های پژوهشی در زمینه‌های پزشکی و کشاورزی نیز رشد داشته‌است. میزان انتشار مقالات علمی جهان بین سال‌های ۱۹۸۰ و ۲۰۰۹ میلادی چندین برابر شده و از ۴۵۰٬۰۰۰ به ۱٬۵۰۰٬۰۰۰ رسیده‌است. کشورهای اروپایی با ۳۰ درصد، کشورهای قاره آسیا با ۲۹ درصد و کشورهای آمریکای شمالی با ۲۸ درصد در رده‌های اول تا سوم در زمینه تولید دانش و پژوهش در جهان قرار دارند. این مطالعه شاخص‌های کیفیتی مقالات علمی را پوشش نداده است. یافته‌های این مطالعه نشانگر این است که نرخ رشد انتشار مقالات علمی در آمریکای شمالی بطور قابل ملاحظه‌ای کاهش یافته است. نیوساینتیست
- باراک اوباما: طرح محرک‌های اقتصادی ، آمریکا را از بدترین بحران مالی نجات داد

باراک اوباما رئیس جمهور آمریکا، روز چهارشنبه از طرح محرک‌های اقتصادی خود که سال گذشته در اوج بحران مالی جهانی اعمال شد، دفاع کرد و گفت این طرح آمریکا را از بدترین بحران اقتصادی نجات داد. اوباما در جریان سخنانی که در کاخ سفید بیان کرد افزود، وی بر این باور است که این طرح، یک و نیم میلیون شغل را در سال ۲۰۱۰ حفظ یا ایجاد خواهد کرد. بنا بر گفته رئیس جمهوری آمریکا این طرح تا کنون دو میلیون شغل را حفظ یا ایجاد کرده‌است. رادیو فردا
- خامنه‌ای هیلاری کلینتون را «دوره‌گرد» خواند

علی خامنه‌ای رهبر جمهوری اسلامی، در واکنش به سفر منطقه‌ای هیلاری کلینتون وزیر خارجه آمریکا، وی را «دوره‌گردی» خواند که برای «تکرار دروغ‌های آمریکا» به منطقه آمده و تلاش‌های آمریکا برای انزوای ایران را محکوم به «شکست» دانست. آیت‌الله خامنه‌ای در سخنرانی عمومی روز چهارشنبه خود، درباره سفر وزیر خارجه ایالات متحده به منطقه گفت: «اکنون بار دیگر آمریکایی‌ها، مأمور خود را همچون دوره‌گردی به خلیج فارس فرستاده‌اند تا همان دروغ‌ها را تکرار کند اما اکنون هیچکس این سخنان را باور نمی‌کند زیرا آمریکا به فکر مصالح و منافع ملت‌های منطقه نبوده بلکه بر عکس تا آنجا که توانسته‌است، منطقه را در زیر پای منافع نامشروع خود، لگدمال کرده‌است.» وی با «معجزه» دانستن راهپیمایی ۲۲ بهمن امسال، تصریح کرد: «از مدت‌ها پیش برخی سردمداران غربی، از جمله رئیس جمهور آمریکا دائماً دم از مردم ایران می‌زدند اما حضور گسترده مردم در ۲۲ بهمن، خذلان الهی و رسوایی را نصیب آنان کرد.» رادیو فردا
- چندتن از بازداشت شدگان هفته‌های اخیر روز چهارشنبه از زندان اوین آزاد شدند

کمیته گزارشگران حقوق بشر از آزادی چندتن از بازداشت شدگان هفته‌های اخیر خبر داد. بنابر این گزارش، پریسا کاکایی عضو کمیته گزارشگران حقوق بشر، مازیار سمیعی فعال دانشجویی و زنان، بهار تراکمه و نازنین حسن نیا شامگاه چهارشنبه از زندان اوین آزاده شده‌اند. همچنین بنا بر برخی گزارش‌ها از مقابل زندان اوین، چند نفر دیگر از بازداشتی‌ها چهارشنبه شب آزاد شده‌اند که اسامی آنها تا کنون منتشر نشده‌است. رادیو فردا

## ۱۹ فوریه ۲۰۱۰
- هموار شدن زمینه شراکت مایکروسافت و یاهو

آمریکا و اتحادیه اروپا شراکت مایکروسافت و یاهو از نظر قوانین تجاری بلامانع دانستند. این دو شرکت در ژوئیه سال ۲۰۰۹ از طرح خود برای شراکت در زمینه جستجوی اینترنتی و رقابت با شرکت گوگل خبر داده بودند. کمیسیون اروپا و وزارت دادگستری آمریکا به این نتیجه رسیدند همکاری بین مایکروسافت و یاهو به رقابت موثر در بازار لطمه نخواهد زد. این شراکت رقیب مهمی برای گوگل در بازار موتورهای جستجوگر اینترنتی ایجاد خواهد کرد. بی‌بی‌سی
- ابراز نگرانی آژانس بین المللی انرژی اتمی نسبت به ایران

آژانس بین المللی انرژی اتمی  در گزارش جدید خود اعلام کرد که اطلاعات جدید نگرانی درباره فعالیتهای مخفی ایران در ارتباط با ساخت بمب اتمی را افزایش داده‌است،در نخستین گزارش یوکیا آمانو مدیرکل جدید آژانس درباره ایران در ۱۰ صفحه و۵۱بند منتشر شد؛ موفقیت آمیز بودن بازرسیهای سرزده و اینکه هیچ نشانه‌ای از فعالیتهای مرتبط با بازفرآوری در دو تاسیسات راکتور تهران و MIX وجود ندارد و همچنين عدم تعلیق، غنی سازی ۲۰ درصد، عدم اجرای پروتکل الحاقی و کد ۱/۳ را مورد اشاره قرار داده است. لس آنجلس تایمز، رادیو بین‌المللی آلمان متن فارسي گزارش
- دو شرکت بیمه آلمانی فعالیت خود درایران را متوقف کردند

شرکت آلمانی Munich Re ،بزرگترین شرکت  بیمه گر اتکایی  در جهان وشرکت Allianz همه فعالیت‌های بیمه‌ای باقی مانده خود در ایران را متوقف کردند.رویترز
- ناوشکن ایرانی «جماران» به آب انداخته شد

ناوشکن جماران در مراسمی رسمی با شرکت رهبر ایران آیت‌الله علی خامنه‌ای به آب انداخته شد.  بیزینس‌ویک، پرس‌ تی‌وی (انگلیسی)، پرس تی‌وی (فارسی) ایرنا

## ۲۰ فوریه ۲۰۱۰
- مجمع تشخيص مصلحت نظام، کار بررسی و تدوين سياست های کلی در خصوص انتخابات را در دستور کار خود قرار داد

مجمع تشخیص مصلحت نظام در جلسه روز شنبه خود، کار بررسی و تدوين سياست های کلی در خصوص انتخابات را که از سوی آيت الله علی خامنه‌ای، رهبر جمهوری اسلامی، به آن مجمع ارجاع داده شده است، در دستور کار خود قرار داد. به گزارش خبرگزاری «مهر»، بحث بررسی قانون انتخابات در ايران حدود دو سال پيش مطرح شد و خامنه ای در خرداد سال گذشته بررسی آن را به مجمع تشخيص مصلحت نظام سپرد تا پس از ارائه نظر مشورتی اين نهاد، او  تصميم مقتضی در مورد آن اتخاذ کند. روزنامه « کيهان» ،از حاميان محمود احمدی‌نژاد، در شماره روز شنبه خود، بررسی قانون انتخابات ايران در مجمع تشخيص مصلحت نظام را طرح اکبر هاشمی رفسنجانی، حسن روحانی و محسن رضايی برای حذف نظارت شورای نگهبان بر انتخابات  رياست جمهوری و انتخابات مجلس توصيف کرد. رادیو فردا
- هاشمی: حذف و فحاشی سمی مهلک است

اکبر هاشمی رفسنجانی گفت که روحیه طرد، حذف، فحاشی و بدنامی، «سم مهلکی» برای کشور است و باید از آن دوری کرد. هاشمی امروز شنبه در جلسه مجمع تشخیص مصلحت نظام، از صدا و سیما و سایر رسانه‌ها خواست که بر محور «وحدت و مشترکات» فعالیت کنند. وی در بخش دیگری از اظهارات خود به برنامه اتمی ایران و تلاش‌های غرب برای اعمال دور جدید تحریم‌ها علیه تهران اشاره کرد و گفت: «به همین دلیل باید در داخل کاملا مراقب بود که چه در گفتار و چه در عمل، سنجیده برخورد شود و بیدار و هوشیار باشیم.» رئیس مجمع تشخیص مصلحت نظام در عین حال آمریکا و کشور‌های غربی را متهم کرد که در مورد برنامه اتمی ایران، «جنگ روانی بی‌سابقه‌ای» را به راه انداخته‌اند که «راه به جایی نبرده و نخواهند برد.» رادیو زمانه
- ریابکوف: روسیه قرارداد فروش اس ۳۰۰ به ایران را عملی خواهد کرد

وزیر خارجه روسیه می‌گوید کشورش به قرارداد فروش موشک‌های دفاعی پیشرفته اس ۳۰۰ به ایران احترام می‌گذارد و آن را عملی خواهد کرد. سرگئی ریابکوف، معاون وزیرخارجه روسیه، «تمرکز بر درخواست از روسیه برای خودداری از فروش اس ۳۰۰ به ایران» را کاری نادرست نامید. به گزارش خبرگزاری روسی اینترفکس، آقای ریابکوف جمعه در مسکو گفت که نباید این درخواست را به مسئله اصلی درقبال ایران تبدیل کرد. با وجود این، معاون وزیر خارجه روسیه نیز از وجود «مشکلات فنی» که «مانع از انتقال اس ۳۰۰ به ایران شده است» سخن گفت. رادیو فردا
- دبيرکل فراکسيون اقليت مجلس خواستار جلوگيری از اخراج اساتيد دانشگاه ها و آزادی دانشجويان زندانی شد

محمدرضا تابش دبيرکل فراکسيون اقليت مجلس شورای اسلامی، روز شنبه در ديدار با کامران دانشجو، وزير علوم و آموزش عالی، خواستار جلوگيری از اخراج و بازنشستگی پيش از موعد اساتيد دانشگاه ها و پيگيری آزادی دانشجويان زندانی توسط آن وزارت خانه شد. وی همچنين خواستار جلوگيری از صدور احکام سنگين ِ کميتۀ انضباطی عليه دانشجويان، و جلوگيری از ورود نيروهای نظامی و انتظامی به دانشگاه ها شد. به گزارش سايت «پارلمان‌نيوز»، وزير علوم و آموزش عالی از تابش خواست اگر مصاديقی درباره اخراج يا بازنشسته کردن «ناصواب و ناروای» اساتيد در دست دارد، ارائه دهد تا سريعا پيگيری شود. رادیو فردا
- رئيس مرکز پژوهش های مجلس پيش بينی می کند که رشد اقتصادی ايران در سال آينده به صفر نزديک می شود

احمد توکلی، رئيس مرکز پژوهش های مجلس شورای اسلامی، روز شنبه گفت: « پيش بينی می شود نرخ رشد اقتصادی ايران در سال جاری به يک و نيم تا دو درصد برسد». به گزارش خبرگزاری « مهر»، توکلی همچنين پيش بينی کرد که رشد اقتصادی ايران در سال آينده با اجرای طرح هدفمند کردن يارانه ها به صفر نزديک شود. رئيس مرکز پژوهش های مجلس، اين احتمال را نيز مطرح کرد که نرخ رشد اقتصادی در سال آينده  حالت رکودی داشته باشد و حتی منفی شود. رادیو فردا
- «فرماندهی واحد، هدایت ۲۲ بهمن را بر عهده داشت»

فرمانده پلیس ایران اعلام کرد که هدایت مراسم دولتی روز ۲۲ بهمن را «یک مرکز فرماندهی واحد» بر عهده داشته است. اسماعیل احمدی مقدم در بخشی از اظهارات خود بدون اشاره به نام مهدی کروبی، وی را متهم به صدور «رمز عملیات برای ضدانقلاب» کرد. احمدی‌مقدم گفت:‌ «این آقا بیانیه می‌دهد، من فلان ساعت در فلان مکان حضور پیدا می‌کنم و پس از آن هم اظهار می‌کند که ما کاری به آن‌ها نداریم. با این حرف‌های ابلهانه زدن، فکر می‌کند که ما هم در کناری نشسته‌ایم.» احمدی‌مقدم در بخش دیگری از اظهارات خود به کسانی که با رسانه‌های «بیگانه» همکاری می‌کنند، هشدار داد که پلیس، رفتار آنها را «تحت کنترل» دارد و «به موقع به حسابشان» خواهد رسید. وی ادعا کرد که در تجمعات به خصوص مراسم روز ۲۲ بهمن، «خبری از کسانی که اعتراض داشتند،» نبود، چرا که «این افراد قانع شدند و اگر اعتراضی به عملکرد دارند، این موضوع را با اعتراض به اصل نظام مخلوط نمی‌کنند.» رادیو زمانه
- مایکروسافت به انحصار IE در اروپا پایان داد

در پی حصول توافق قانونی بین شرکت مایکروسافت و کمیسیون رقابتی اروپا، میلیون‌ها کاربر اروپایی امکان نصب مرورگر مورد علاقه خود را بجای اینترنت اکسپلورر خواهند داشت. نسخه جدید ویندوز ۷ در اروپا فاقد برنامهٔ درون‌ساخت اکسپلورر است و به کاربران امکان نصب گوگل کروم، سافاری، فایرفاکس یا اپرا را خواهد داد. رجیستر، بی‌بی‌سی، 
- مظنونان قتل در دوبی در فهرست اینترپل قرار گرفتند

یازده نفری که مظنون به کشتن یک فرمانده حماس در هتلی در دوبی هستند، در فهرست افراد تحت تعقیب سازمان پلیس بین‌المللی قرار گرفته اند. بی‌بی‌سی
- ۳۶ کشته در حادثه ویرانی مناره مسجد در مراکش

ویران شدن مناره مسجدی در طول نماز جمعه باعث کشته و زخمی شدن ده‌ها تن در مراکش شد. بی‌بی‌سی (گزارش تصویری)، تلگراف، الجزیره

## ۲۱ فوریه ۲۰۱۰
- پترائوس: آمریکا برای مقابله با ایران به گزینه فشار روی آورده است

ژنرال ديويد پترائوس، فرمانده نيروهاى ایالات متحده آمریکا در جنوب آسیا و خاورمیانه، می گوید: ايالات متحده آمریکا براى متوقف ساختن برنامۀ هسته ای جمهورى اسلامى ايران، به گزينۀ فشار روى آورده است. پترائوس، اين مطلب را روز يكشنبه، در برنامۀ «ديدار با مطبوعات» شبكۀ تلويزيونى ان بى سى آمریکا بيان كرد. وى گفت: «فكر مى كنم هيچ كس در حال حاضر نمى تواند بگويد كه ايالات متحده و ديگر اعضاى جامعۀ جهانى، فرصت هاى كافى و لازم براى حل مسئله [ اتمى ايران] از راه ديپلماسى را به كار نگرفتند.» فرمانده نيروهاى مركزى آمريكا كه حوزۀ ماموريت اش، منطقۀ خيلج فارس را نيز در بر مى گيرد، افزود: « اين امر ما را در موقعيت محكمى قرار داده تا آنچه را كه گزينۀ فشار ناميده مى شود، در پيش بگيريم.» وی همچنين گفت:اقدام اخير دولت ايران در عرصۀ فعاليت هاى اتمى، موجب تجديدنظر سرويس هاى اطلاعاتى ايالات متحده، در برآورد سال ۲۰۰۷ از ابعاد فعاليت هاى اتمى جمهورری اسلامى شده كه در آن هنگام به نظر مى رسيد تهديدهاى ناشى از برنامۀ اتمى تهران، كاهش يافته است. رادیو فردا
- مجمع تشخیص مصلحت به دنبال تغییر مسئول برگزاری انتخابات است

مجمع تشخیص مصلحت نظام طرحی درباره برگزارکننده انتخابات در دست بررسی دارد و در آن پیش‌بینی شده که مسئولیت برگزاری انتخابات به کمیسیون ملی انتخابات واگذار شود. به گفته مشاور رئیس مجمع تشخیص مصلحت، این طرح برای بازگرداندن اعتماد به عنوان یک سرمایه اجتماعی در حوادث بعد از انتخابات ریاست جمهوری تهیه شده است. بی‌بی‌سی فارسی
- حمله لاریجانی به آمریکا وعربستان

علی لاریجانی رئیس مجلس شورای اسلامی، به مواضع اخیر آمریکا و عربستان در خصوص ایران به شدت حمله کرد. لاریجانی که امروز یکشنبه در صحن علنی مجلس سخن می‌گفت، به باراک اوباما رئیس جمهوری آمریکا توصیه کرد که «فکری به حال» هیلاری کلینتون کند که به اعتقاد وی، منافع ملی‌ آمریکا را به «مسلخ» می‌برد. وی، کلینتون و رهبران آمریکا و غرب را «پیش مردگان سیاسی» خطاب کرد که دچار «سوء‌بیماری» شده‌اند، چرا که مردم ایران به گفته وی، در روز ۲۲ بهمن به «چشم آنها خاک پاشیده‌اند.» علی لاریجانی در بخش دیگری از سخنان خود به اظهارات سعود ‌الفیصل، وزیر خارجه عربستان که از هیلاری کلینتون خواستار اعمال سیاست‌های فوری‌تر علیه ایران شده، اشاره کرد و افزود که وی ‌«فریب دوره‌گردی آمریکا» را خورده است. رادیو زمانه
- فرمانده پلیس: «حضور بسیج در ناآرامی‌ها رایگان بود»

اسماعیل احمدی مقدم، فرمانده نیروی انتظامی ایران می‌گوید که نیروهای مقاومت بسیج در ناآرامی‌های پس از انتخابات، «بدون مزد و به صورت رایگان» حضور داشته‌اند. وی امروز یکشنبه در مراسم معارفه رئیس پلیس جدید تهران بزرگ گفت که «بسیج، نیروی مردمی است که رایگان و برای رضای خدا در صحنه‌های پیچیده حاضر می‌شود.» احمدی‌مقدم در بخش دیگری از اظهارات خود گفت که «نیروهای انتظامی تهران بزرگ در طول تاریخ ناجا، فشاری مانند حوادث پس از انتخابات را تجربه نکرده بودند.» سرتیپ عزیز‌الله رجب‌زاده، فرمانده پلیس تهران بزرگ نیز در مراسم تودیع خود، طی سخنانی گفت که «به درایت و عقلانیت نیروی انتظامی برای جلوگیری از آسیب ندیدن تجمع‌کنندگان در درگیری‌های پس از انتخابات افتخار» می‌کند. اظهارت این فرمانده پلیس در شرایطی ایراد می‌شود که در ناآرامی‌های پس از انتخابات، بر اساس آمارهای دولتی، دست‌کم ۴۰ تن جان خود را از دست داده‌اند و تصاویر بسیاری از خشونت‌های پلیس و لباس شخصی‌ها علیه معترضان منتشر شده است. رادیو زمانه
- دومین ‌دیدار کروبی و موسوی پس از ۲۲ بهمن

میرحسین موسوی و مهدی کروبی، دو رهبر مخالفان دولت، برای دومین‌بار طی یک هفته اخیر با یکدیگر دیدار و گفتگو کردند.
به گزارش وب‌سایت سحام‌نیوز، این دیدار روز گذشته (شنبه) در منزل مهدی کروبی، دبیر کل حزب اعتماد ملی صورت گرفته است. اسد‌الله کیان ارثی و علی‌اکبر محتشمی‌پور از اعضای مجمع روحانیون مبارز نیز در این جلسه حضور داشته‌اند. این جلسات رهبران مخالف دولت، آن‌طور که مهدی کروبی اعلام کرده است، به منظور بررسی وضعیت کنونی کشور و بحث بر سر خط‌مشی جدید «جنبش سبز ایران» برگزار می‌شود. رادیو زمانه
- «تحریم سپاه بیهوده است؛ فکری برای سانسور بکنید»

راجر کوهن مفسر و کارشناس سیاسی در مطلبی در روزنامه نیویورک تایمز به نواقض و حتی بیهودگی اعمال تحریم‌های اقتصادی علیه سپاه پاسداران پرداخته، آن را اقدامی برای دلخوشی محافل سیاسی آمریکا توصیف کرده و در مقابل با ذکر نمونه و استدلال می‌گوید که بهترین راه تضعیف حکومت ایران گشایش درهای صدور تکنولوژهایی است که می‌تواند سیطره سانسور را در ایران در هم بشکند. یکی از کارشناسان فنی «مرکز پژوهش سانسور» به نیویورک تایمز می‌گوید که طبق قوانین فدرال آمریکا بسیاری از اقداماتی که در مورد ایران می‌تواند موجب تقویت آزادی بیان و حمایت از حقوق بشر بشود هنوز غیرقانونی است. به نوشته مفسر نیویورک تایمز کارشناسان «مرکز پژوهش سانسور» نرم افزاری را ساخته‌اند به نام «Haystack» که با استفاده از آن کار سانسور اینترنت و کنترل فعالیت‌های کارکنان تقریبا غیرممکن می‌شود و «فقط کافی است این نرم افزار را به شکلی به ایران رساند، ولی متاسفانه طبق مقررات فعلی این کار غیرقانونی است.» راجر کوهن می‌افزاید که به نظر می‌رسد جواز عرصه این محصول به ایران به زودی آماده خواهد شد. اما پیام اضطراری من به باراک اوباما این است که در صدور جواز برای عرضه نرم افزارهایی مثل این یا سایر خدمات کامپیوتری برای ایران باید عجله کند. نیویورک تایمز، رادیو فردا

## ۲۲ فوریه ۲۰۱۰
- کارمندان دولت ایران کارت اعتباری دریافت می‌کنند

از اردیبهشت سال ۱۳۸۹، کارتهای اعتباری جدید در مرحله اول به کارمندان شاغل و در مراحل بعدی به کارگران و بازنشستگان داده می‌شود. اعتبار این کارتها معادل یک و نیم میلیون تومان است که جمعا به سه و نیم میلیون کارمند دولت در ایران داده خواهد شد. این کارت‌های اعتباری فقط برای خرید کالاهای تولید داخل ایران اعتبار خواهند داشت. رونق بازار، کارخانه‌ها و اشتغال در جامعه و گردش بیشتر پول در بازار و بانکها از مزایای این طرح برشمرده شده‌اند. بی‌بی‌سی
- پیشنهادهای کروبی: مجوز تظاهرات آزاد مخالفان و برگزاری رفراندوم

مهدی کروبی در بیانیه‌ای که روز دوشنبه، ۳ اسفند (۲۲ فوریه)، خطاب به «مردم بزرگ و آزاده ایران» انتشار داده از حضور گسترده مردم در راهپیمایی سالروز انقلاب سال ۱۳۵۷ ایران که «به رغم فشارهای امنیتی و فضای بسته سیاسی حاکم» صورت گرفت سپاسگزاری کرد و از تلاش به گفته او، حکومت برای «مهندسی» تظاهرات ۲۲ بهمن و اعزام صدها اتوبوس و قطار نیرو به تهران از سراسر کشور و تبدیل تهران به یک «پادگان» در این روز انتقاد به عمل آورد. وی ضمن تقاضای مجوز تظاهرات برای معترضان، پیشنهاد دوم خود را ارائه داد و نوشت: «در حالی که جریان تمامیت خواهد می‌خواهد راهپیمایی ۲۲ بهمن را به رفراندومی برای تایید سیاست‌های خشونت آمیز و ضد مردمی خود تبدیل کند، پیشنهاد می‌کنم که براساس اصل ۵۹ قانون اساسی، رفراندومی برای برون رفت از بحران برگزار شود تا به حاکمیت شورای نگهبان پایان دهد.» بی‌بی‌سی فارسی
- پرده برداری از هواپیمای غول پیکر بدون سرنشین اسرائیل

در بحبوحه جنگ لفظی ایران و اسرائیل، بویژه بر سر برنامه‌های هسته‌ای جمهوری اسلامی، نیروی هوایی اسرائیل از یک هواپیمای غول پیکر بدون سرنشین به نام ایتان که «توانایی رسیدن تا خلیج فارس» (ایران) را نیز دارد، پرده‌برداری کرده‌است. نیروی هوایی اسرائیل اعلام کرده که از یکشنبه آینده، ۲۸ فوریه نهم اسفند، این هواپیما را از صنایع هوایی کشور خود دریافت می‌کند، و بلافاصله آن را در این نیرو عملیاتی خواهد کرد، و به ناوگان هوایی ۲۱۰ در پایگاه هوایی «تل نوف» خواهد پیوست. مشخصات فنی این هواپیمای بدون سرنشین که در جهان «بی‌سابقه» توصیف شده، کارشناسان امور هوایی را به شگفتی واداشته‌است. زیرا همانند یک جت بوئینگ ۷۳۷، عظیم و با امکانات لازم و مجهز به پیشرفته‌ترین تجهیزات رصد و گردآوری اطلاعات است و می‌تواند ۲۴ ساعت بدون نیاز به سوخت‌گیری پرواز کند در حالی که خلبان ندارد». رادیو فردا، بی‌بی‌سی فارسی
- نتانیاهو: ایران تحریم شود؛ حتی بدون همراهی شورای امنیت

بنیامین نتانیاهو نخست‌وزیر اسرائیل، جامعه بین‌المللی را به تحریم فوری ایران، حتی بدون همراهی شورای امنیت سازمان ملل متحد، فراخواند. نتانیاهو، روز دوشنبه در سخنرانی در همایش شش ماهه رهبران و فعالان آژانس یهود (سوخنوت) در اورشلیم تأکید کرد که «زمان رسیدگی به مسئله ایران، الان است نه وقتی دیگر». در نشست سران آژانس یهود آقای نتانیاهو با تکرار درخواست خود برای تحریم خرید نفت خام از ایران و خودداری از فروش بنزین به این کشور، گفت که «ایران به انرژی؛ نفت و گاز طبیعی وابستگی زیاد دارد. بنابراین، تحریم‌ها قبل از هر چیز باید این هدف را دنبال کند که ایران نتواند گاز و نفت خود را بفروشد و کسی بنزین و سایر مشتقات نفتی به ایران نفروشد، و این مهم‌ترین و اساسی‌ترین تحریم است، و هر چیز دیگری غیر از این، تحریم‌های گزنده محسوب نمی‌شود و تحریم‌های ملایم و نرم اثر لازم را ندارد». رادیو فردا
- تجمع گروهی از کارگران کارخانه صنایع مخابراتی راه دور در مقابل استانداری فارس

خبرگزاری «ایلنا» گزارش داد، به دنبال تاخیر ۱۳ ماهه در پرداخت مطالبات کارگران کارخانه صنایع مخابراتی راه دور ایران، جمعی از کارگران این کارخانه روز دوشنبه به تجمع خود در مقابل استانداری فارس در شیراز که از روز شنبه آغاز شده‌است، ادامه دادند. این گروه از کارگران که ایلنا اشاره‌ای به شمار آنها نکرد، گفتند که به منظور دریافت قطعی مطالبات خود به تجمع‌های کارگری خود ادامه خواهند داد. بر اساس این گزارش، گروه دیگری از کارگران کارخانه صنایع مخابراتی راه دور ایران سه روز پیش با تجمع در محدوده جاده منتهی به محل این کارخانه، به پرداخت نشدن ۱۳ ماه مطالبات معوقه اعتراض کردند. رادیو فردا
- فرمانده سپاه تهران تغییر کرد

سردار علی فضلی، فرمانده سپاه سیدالشهداء تهران تغییر کرد. به گزارش امروز دوشنبه خبرگزاری‌ها، سردار بهرام حسینی مطلق به عنوان فرمانده جدید این سپاه معرفی شده‌است. در مراسم تودیع فضلی که امروز برگزار شده، مرتضی تمدن، استاندار تهران از عملکرد وی در مقطع پس از انتخابات، در برخورد با «جریان فتنه و آشوب منافقان و فتنه‌گران» تقدیر کرده‌است. تمدن از سردار فضلی به عنوان یکی از اعضای تاثیرگذار شورای امنیت استان تهران یاد کرده‌است. این فرمانده سپاه در شرایطی تغییر می‌کند که دو روز پیش از این نیز عزیزالله رجب‌زاده، فرمانده پلیس استان تهران جای خود را به سردار حسین ساجدی‌نیا داده بود. رادیو زمانه
- محمد خاتمی خواستار آزادی زندانیان سیاسی و روزنامه‌نگاران شد

محمد خاتمی، رئیس جمهوری سابق ایران، در دیدار با خانواده‌های روزنامه نگاران زندانی خواستار آزادی زندانیان سیاسی و روزنامه‌نگاران شد. به گزارش  سایت «پارلمان‌نیوز»، آقای خاتمی در این دیدار از متهم کردن شمار زیادی از افراد بازداشت شده پس از انتخابات به براندازی و از بین بردن امنیت کشور ابراز تاسف کرد و گفت: «افتخار نیست که اهالی رسانه در زندان باشند.» وی آزادی افراد بازداشت شده پس از انتخابات ریاست جمهوری را برای برقراری آرامش در جامعه الزامی دانست و افزود:«معنای آرامش بدین معنا نیست که نقد نباشد یا کسانی که نظری دارند، نظرشان را ابراز نکنند.» رادیو فردا
- کانون مدافعان حقوق بشر: دولت درصدد ویرانی جامعه مدنی ایران است

کانون مدافعان حقوق بشر، دلیل «منطقی» آزار و اذیت فعالان مدنی از سوی دولت را تلاش برای «ویران کردن» جامعه مدنی ایران از طریق تحت فشار قرار دادن فعالان این حوزه اعلام کرد. این کانون در نامه‌ای به ناوی پیلای، کمیسر عالی حقوق بشر سازمان ملل متحد، از وی خواسته با «تمام توان خود» در سازمان ملل متحد، مانع از «ویران شدن» جامعه مدنی ایران شود. نویسندگان این نامه، به عنوان اولین اقدام، از خانم پیلای خواسته‌اند که برای آزادی تمام فعالان در نهادهای مدنی، احزاب سیاسی، نهادهای فکری – عقیدتی، اجتماعی، اقتصادی و حقوق بشری و رفع پلمپ از دفاتر و آزادسازی فعالیت آنها در چارچوب قوانین ایران، «تلاش جدی» انجام دهد. به نوشته کانون مدافعان، در دوران محمود احمدی‌نژاد، «برخورد و مواجهه» با نهادهای مدنی افزایش یافته و بسیاری از نهادهای مدنی در معرض «تهاجمات» امنیتی – سیاسی و قضایی قرار گرفتند. رادیو زمانه
- ۲۷ غیرنظامی در حمله هوایی ناتو در افغانستان کشته شدند

دولت افغانستان اعلام کرده که در اثر حمله هوایی نیروهای ناتو در جنوب این کشور، دست کم بیست و هفت نفر از غیرنظامیان افغان کشته شده‌اند. ناتو نیز با انتشار اعلامیه‌ای تایید کرد که پس از پایان این عملیات، واحدهای زمینی دریافتند که در اثر این حمله هوایی، چند نفر از جمله تعدادی زن و کودک کشته و زخمی شده‌اند. شورای وزیران افغانستان این حمله را به شدت محکوم کرده‌است. بی‌بی‌سی فارسی
- ایران دو مرکز جدید غنی سازی اورانیوم می‌سازد

علی اکبر صالحی، رئیس سازمان انرژی اتمی ایران طی مصاحبه‌ای با ایسنا احتمال آغاز کار ساخت دو سایت جدید غنی سازی اورانیوم در سال آینده شمسی مطرح کرده‌است. آقای صالحی در این مصاحبه دستور محمود احمدی‌نژاد برای تعیین مکان‌هایی برای احداث ده سایت غنی‌سازی اورانیوم را یادآور شده و گفته‌است که اقداماتی در مکان یابی نزدیک به بیست محل صورت گرفته و گزارش کار به آقای احمدی نژاد تسلیم شده‌است. وی افزوده که روز ۲۰ فروردین سال ۱۳۸۹، محمود احمدی‌نژاد «اخبار خوشی» را در مورد نوع سانتریفوژها به مردم ایران خواهد داد. بی‌بی‌سی فارسی

## ۲۳ فوریه ۲۰۱۰
- یک سوم افراد بالغ در آمریکا از اینترنت پرسرعت استفاده نمی‌کنند

بر اساس گزارش کمیسیون فدرال مخابرات، یک سوم از افراد بالغ در آمریکا به خاطر هزینه بالا و عوامل دیگر از استفاده از اینترنت پرسرعت صرف نظر می‌کنند. روی هم رفته ۸۰ میلیون بزرگسال و ۱۳ میلیون کودک از اینترنت پرسرعت بی‌بهره‌اند. این مطالعه نشان می‌دهد که با وجود کاهش قیمت کامپیوتر و وسایل جانبی، عدم استفاده از اینترنت پرسرعت برای بیش از ۳۶ درصد این افراد به علت هزینه بالا (۴۱ دلار در ماه) است. ۱۰ درصد مطالعه شوندگان عدم آشنایی با مسایل فنی، و ۱۰ درصد دیگر نیز خطرناک بودن اینترنت را برای پردازش مالی یا ارزش‌های اخلاقی‌شان، به عنوان دلیل عدم استفاده خود ذکر کردند.  ۲۰ درصد از مطالعه شوندگان گفته‌اند که اطاعلات موجود روی اینترنت ارزش اتقاء از اینترنت عادی به اینترنت پرسرعت را ندارد. Wired
- احمدی‌نژاد: آمریکا مهمترین مانع ظهور است

محمود احمدی‌نژاد که به خراسان جنوبی سفر کرده است، امروز سه‌شنبه در جمع گروهی از مردم این استان گفت که «بزرگترین مانع در برابر ظهور امام دوازدهم شیعیان، مستکبرین به سرکردگی دولت آمریکا هستند.» به گزارش واحد مرکزی خبر، رئیس دولت دهم افزود که آمریکا؛ این «جرثومه فساد»، با منحرف کردن «اذهان بشریت از خدا، پیامبران، اخلاق، ارزش‌های الهی و امام»، مهمترین مانع در برابر «حکومت جهانی» است. وی در عین حال گفته که «جبهه شیاطین، به لطف خدا در حال افول، نزول و اضمحلال» است. به گفته احمدی‌نژاد، «در طول تاریخ، مانعی بزرگ‌تر از این‌ها (جبهه شیاطین) در برابر حرکت انبیا، حرکت امام و حرکت موحدان وجود نداشته است.» او در بخش دیگری از اظهارات خود، از انقلاب سال ۱۳۵۷ ایران به عنوان انقلابی برای ایجاد زمینه برای ظهور امام دوازدهم شیعیان نام برد و افزود: «امروز همه جهان به سرعت برای استقبال از امام زمان آماده می‌شود.» رادیو زمانه
- هاشمی رفسنجانی: نگذاریم تیرها به سمت رهبر برود

مجلس خبرگان رهبری در تهران جلسه تشکیل داده و اکبر هاشمی رفسنجانی رئیس این مجلس در شروع به کار این نشست دو روزه ضمن دفاع از علی خامنه‌ای رهبر ایران، گفته که باید به وضعیت خانواده های آسیب دیده در حوادث بعد انتخابات رسیدگی شود. رفسنجانی گفت که در فاصله بین دو اجلاس خبرگان «حوادث ناگواری» روی داد که «بی سابقه بود که این حوادث باعث اختلافات و احیانا کینه هایی در دل شد.» وی افزود: «در این میان آسیب هایی به خانواده های معترضین و هم ماموران رسید که باید نسبت به این موضوع اظهار تاسف نمود و به آنها رسیدگی کرد.» رفسنجانی در این نشست در واکنش به انتقادات موجود در جامعه نسبت به رهبر جمهوری اسلامی و «جانبداری» وی گفت که «کاری نکنیم تیرهایی که نباید به سمت رهبری و نظام برود، به آن سمت رفته و ایشان سیبل شود.» وی با اشاره به اینکه رهبری طوری رفتار می کند که «صحنه خیلی داغ نشود»، گفت که «رهبری الان هم مراقب هستند تا طغیان پیش نیاید و حرف های بی خودی زده نشود.» بی‌بی‌سی فارسی
- سه فعال سیاسی دیگر از زندان اوین آزاد شدند

به گزارش وبسایت‌های نزدیک به «جنبش سبز ایران»، محمدرضا رزاقی، وکیل دادگستری و عضو کمیته حقوقی ستاد مرکزی میرحسین موسوی پس از ۵۳ روز از زندان آزاد شد. برپایه همین گزارشها، اصغر خندان، پاسدار بازنشسته و از اعضای ستاد موسوی که در آستانه بیست و دوم بهمن بازداشت شده بود، نیز آزاد گشت. همچنین سارا توسلی فرزند محمد توسلی رئیس دفتر سیاسی نهضت آزادی پس از ۵۰ روز، از زندان آزاد شده‌است. رادیو فردا
- ده‌ها عضو ارتش ترکیه به اتهام طراحی کودتا دستگیر شدند

پلیس ترکیه روز دوشنبه در یک رشته عملیات همزمان در هشت شهر این کشور، ۵۱ نفر از فرماندهان و اعضای ارتش را به اتهام تلاش در جهت ایجاد بی‌ثباتی در این کشور و طراحی کودتا دستگیر کرد. در میان بازداشت‌شدگان ۲۱ نفر از مقامات بلندپایه ارتش از جمله جانشین پیشین رئیس ستاد ارتش و فرمانده‌های پیشین نیروهای دریایی و هوایی به چشم می‌خورند. دستگیرشدگان متهم شده‌اند که سعی داشتند با بمب‌گذاری در مساجد استانبول، شرایط به وجود آمدن کودتا را فراهم کرده و دولت اسلام‌گرای کنونی را سرنگون کنند. رادیو فردا
- وزارت اطلاعات ایران: عبدالمالک ریگی دستگیر شد

بامداد سه شنبه، ۴ اسفند، رادیو دولتی ایران به نقل از روابط عمومی وزارت اطلاعات جمهوری اسلامی گزارش کرد که ماموران این وزارتخانه «در یک عملیات مهم» عبدالمالک ریگی، رهبر «گروهک تروریستی شرق ایران» را بازداشت کرده‌اند. هنوز در مورد نحوه و محل بازداشت رهبر گروه جندالله اطلاعات بیشتری انتشار نیافته اما خبرگزاری فارس در گزارش کوتاهی در این زمینه، از بازداشت عبدالمالک ریگی به همراه «نفر دوم» جندالله خبر داده‌است. به گفته محمد مرزیه، دادستان عمومی و انقلاب زاهدان، رهبر گروه جندالله تحویل مقام‌های امنیتی و قضایی خواهد شد و در حال حاضر در اختیار نیروهای اطلاعاتی قرار دارد. بی‌بی‌سی، رادیو زمانه
- موفقیت آزمایش‌های اولیه درمان سرطان با داروهای منطبق بر ساختار ژنتیکی فردی

متخصصان یک کلینیک درمان سرطان در تگزاس توانستند با استفاده از یک روش آزمایشی جدید، قسمت اعظم تومورهای سرطانی یک بیمار ۳۰ ساله را از میان ببرند. در این روش، داروی ضدسرطان بر اساس ساختار ژنتیکی فرد بیمار تهیه می‌شود. این روش درمان در مرحله آزمایشی قرار دارد و هنوز تاثیری بر سلول‌های سرطانی در مغز ندارد. نیویورک تایمز
- نشست دو روزه مجلس خبرگان رهبری در ایران  آغاز شد

هفتمین نشست از دورهٔ مجلس خبرگان رهبری، صبح سه‌شنبه، به ریاست اکبر هاشمی رفسنجانی آغاز به کار کرد. محمد یزدی، روحانی طرفدار محمود احمدی‌نژاد و منتقد رئیس مجلس خبرگان، به هنگام آغاز به کار اجلاس، در محل هیئت رئیسه غایب بود. بنا بر برنامهٔ اعلام شده این اجلاس به مدت دو روز در محل ساختمان سابق مجلس برگزار می‌شود. این نشست در حالی برگزار شده‌است که اکبر هاشمی رفسنجانی، ریاست آن، زیر انتقاد شدید تندروهای حامی دولت قرار دارد و از این نشست به عنوان آزمونی برای ارزیابی جایگاه وی در جمهوری اسلامی یاد می‌شود. بر اساس اظهارات اعضای طرفدار رهبر جمهوری اسلامی در مجلس خبرگان، به نظر می‌رسد که اجلاس یاد شده در بیانیه پایانی نشست روزهای چهارم و پنجم اسفند خود با دفاع کامل از سیاست‌های داخلی و خارجی آیت الله خامنه‌ای، از معترضان به عملکرد رهبری انتقاد کند. رادیو فردا ۱، رادیو فردا ۲
- پخش فیلم منتشر نشده‌ای از حمله به کوی دانشگاه

خبرگزاری بی‌بی‌سی، فیلم تازه‌ای از وقایع کوی دانشگاه در نیمه شب (۱٫۳۰ بامداد) بیست و پنجم خرداد ماه را بر وبگاه خود قرار داده‌است که بنابر اعلام مسئولان این شبکه، توسط نیرو‌های مهاجم تهیه شده، و برای نخستین‌بار صحنه‌هایی از حمله نیروی‌های گارد ویژه و لباس شخصی به کوی دانشگاه تهران را به تصویر کشیده است. در این فیلم تصاویری از حمله ماموران امنیتی و لباس شخصی به دانشجویان، کشاندن دانشجویی روی زمین، فریادهای لباس شخصی‌هایی که از گارد ویژه می‌خواهند از کتک زدن دانشجویان خودداری کنند، دانشجویانی که در مقابل کتابخانه شهید مفتح در کوی دانشگاه مورد ضرب و شتم قرار گرفته و روی زمین خوابانده شده‌اند، صورت خون آلود دانشجویی که روی زمین افتاده، دیده می‌شود. بی بی سی فارسی، رادیو زمانه

## ۲۴ فوریه ۲۰۱۰
- فرمانده سپاه تهران: دهها بمبگذار پیش از راهپیمایی ۲۲ بهمن دستگیر شده بودند

در حالى كه دو هفته از برگزارى راهپيمايى سالگرد انقلاب بهمن ۵۷ مى گذرد، فرمانده سپاه تهران بزرگ مى‌ گويد نزديك به صد نفر كه به گفته وى «به دنبال ترور و بمبگذارى بوده ‌اند» پيش از ۲۲ بهمن دستگير شدند. حسین همدانی، در گفت ‌و گو با خبرگزاری کار ایران، ایلنا، بدون اشاره به جزئیاتی در مورد دستگیری و وضعیت کنونی این افراد، تنها به این نکته اشاره کرده است که «دستگیرشدگان از مجاهدین خلق و انجمن پادشاهی بوده‌اند.» رادیو فردا
- مجلس خبرگان: فرصت های متعدد برای توبه «سران فتنه» به پايان رسيد

هفتمين اجلاس رسمی دوره چهارم مجلس خبرگان رهبری روز چهارشنبه به پايان رسيد و اين مجلس در بيانيه ای ضمن دعوت به حمايت از رهبر جمهوری اسلامی، اعلام کرده است که فرصت توبه و بازگشت برای سران مخالفان در ايران به پايان رسيده است. بخش های اصلی بيانيه مجلس خبرگان رهبری که توسط قربانعلی دری نجف آبادی، عضو هیئت رییسه، خوانده شد و همچنین گزارش کمیسیون تحقیق مجلس خبرگان رهبری معطوف به حوادث پس از انتخابات رياست جمهوری ايران بود. در بخشی از بيانيه پایانی مجلس خبرگان با اشاره به اين وقايع تصريح شده است که اين دوره‌ « پر محنت» با  «هدايت هوشمندانه» آيت الله علی خامنه ای، رهبرجمهوری اسلامی، به پايان رسيد. رادیو فردا
- سازمان ملل ۲۱ مارس را به‌عنوان روز جهانی نوروز به‌رسمیت شناخت

مجمع عمومی سازمان ملل در نشست روز سه‌شنبه خود، ۲۱ ماه مارس را به‌عنوان روز جهانی عید نوروز، با ریشهٔ ایرانی به‌رسمیت شناخت و آن را در تقویم خود جای داد.
در متن به تصویب رسیده در مجمع عمومی سازمان ملل، نوروز، جشنی با ریشه ایرانی که قدمتی بیش از ۳ هزار سال دارد و امروزه بیش از ۳۰۰ میلیون نفر آن را جشن می‌گیرند توصیف شده‌است. مصوبه مجمع عمومی سازمان ملل، رادیو فردا
- رد صلاحیت گسترده وکلای پرونده های سیاسی و مطبوعاتی در ایران

هیات مدیره کانون وکلای ادگستری مرکز درایران  به رد صلاحت ۳۶ تن از داوطلبان انتخابات هیات مدیره این کانون اعتراض کرد.بی بی سی فارسی
- عذرخواهی بریتانیا از فرستادن کودکان به مستعمرات سابق

گوردون براون نخست‌وزیر بریتانیا رسما و بطور بی قید و شرط از اجرای برنامه‌ای موسوم به «مهاجران کودک» عذرخواهی کرد. در جریان اجرای برنامه مهاجران کودک بین دهه‌های ۱۹۲۰ تا ۱۹۶۰، بیش از ۱۳۰هزار کودک فقیر بریتانیایی با وعده زندگی بهتر به کشورهای مشترک‌المنافع بریتانیا به ویژه استرالیا و کانادا فرستاده شدند. بسیاری از این کودکان در بدو ورود به خانه جدیدشان از خواهر یا برادرشان جدا شدند و سرپرستی آنها به یتیم خانه‌ها، موسسات مذهبی یا خانواده‌هایی داده شد که برای نگهداری از آنها داوطلب شده بودند. برخی از رفتن به مدرسه محروم شدند و به کار در مزرعه وادار شدند. بسیاری نیز مورد سوءاستفاده جنسی کسانی قرار گرفتند که قرار بود از آنها مراقبت کنند. بی‌بی‌سی فارسی، بی‌بی‌سی انگلیسی (همراه با ویدئو)

## ۲۵ فوریه ۲۰۱۰
- رفسنجانى: افراد ناآگاه مسئولیت‌ را بر دوش رهبر مى‌اندازند

اكبر هاشمى رفسنجانى رئیس مجلس خبرگان رهبری روز پنج‌شنبه به انتقاد از کسانى پرداخت که به گفته او در مبارزه براى انقلاب اسلامى کارى نکرده‌اند، ولى اکنون میدان‌دارى مى‌کنند و مسئولیت کارهاى خود را بر دوش رهبرى مى‌اندازند. به گزارش خبرگزارى کار ایران، ایلنا، هاشمى رفسنجانى روز پنج‌شنبه در سخنانى در آرامگاه آیت‌الله خمینى و در جمع اعضاى مجلس خبرگان از «افراد ناآگاهى» که مسئولیت «کار‌ها و حرف‌هاى نامربوط» خود را بر عهده رهبر جمهورى اسلامى مى‌گذارند انتقاد کرد. هر چند رفسنجانى توضیح نداده است که منظور وى از «افراد ناآگاه» چه کسانى است، اما پیشتر برخى از چهره‌هاى اصول‌گراى منتقد دولت مانند على مطهرى، نماینده مجلس شوراى اسلامى، نیز از محمود احمدى‌نژاد به دلیل این که وى در رویدادهاى پس از انتخابات مسئولیت‌ها را به عهده رهبر گذاشته، انتقاد کرده بودند. رادیو فردا
- خامنه‌ای : معترضان به انتخابات صلاحيت حضور در نظام را از دست داده اند

آيت الله علی خامنه‌ای، رهبر جمهورى اسلامى ايران، در ديدار با اعضاى مجلس خبرگان و اكبر هاشمى رفسنجانى رئيس آن، گفت كه مخالفان اعتبار خود را از دست داده اند و افرادى كه «انتخابات افتخار آفرين چهل ميليونى» را تبديل به نقطه ضعف مى كنند صلاحيت حضور در چارچوب نظام اسلامى را از دست داده اند. خامنه اى در این ديدار بار ديگر اعتراض هاى پس از انتخابات را «فتنه» خواند و گفت كه «اساس فتنه پس از انتخابات، نفى آراى مردم، خدشه وارد آوردن به حضور ملت و اتهام و تهمت به نظام بود.» وى افزود: «مخالفان با نفى اين موارد، مرتكب گناه بزرگى شدند چرا كه حاضر نشدند در مقابل قانون، داور و شيوه داورى كه قانون تعين كرده است، تسليم شوند.» رهبر ايران در سخنان خود شرط حضور در رقابت هاى انتخاباتى آينده را «مرز بندى شفاف و صريح با دشمنان نظام» عنوان كرد و گفت: «اگر مرزها شفاف نشود عده اى مى توانند با قصد خيانت و بدون اينكه شناخته شوند وارد چارچوب شوند. ضمن اينكه عده اى ديگر نيز بدون آنكه متوجه باشند از مرزها خارج مى شوند. بنابر اين عدم مرزبندى اشتباهى بزرگ است.» رادیو فردا
- عبدالمالک ريگی در تلويزيون ايران: آمریکا قول پایگاه نظامی داده بود

شبکه انگليسی زبان «پرس تی وی» وابسته به دولت ايران با پخش «اعترافات» عبدالمالک ريگی، رهبر گروه جندالله، به نقل از وی مدعی شده که دولت آمريکا در صدد کمک مالی و تسليحاتی به گروه جندالله بوده است. مقام های ايران می گویند که عبدالمالک ريگی روز سه شنبه، چهارم اسفندماه، و در جريان يک پرواز در مسير دبی به قرقيزستان بازداشت شده است. در مصاحبه ای که «پرس تی وی» روز پنجشنبه به عنوان «اعترافات» عبدالمالک ريگی پخش کرده، رهبر گروه جندالله گفته است که در ديدار با عوامل سازمان اطلاعات آمريکا «سيا» در دبی به وی قول «حمايت همه جانبه و در اختيار گذاردن پايگاهی با تسليحات نظامی در نزديک منطقه داده شده بود.» رادیو فردا
- آمریکا ادعای حمایت از جندالله و ریگی را «ساختگی و مضحک» خواند

سخنگوی وزارت دفاع آمریکا اعلام کرد که که این ادعا که آمریکا از گروهی مانند جندالله تحت هدایت ریگی حمایت کند یک ادعای نادرست دیگر در میان فهرست بلندی از ادعاهای ساختگی و مضحک ایران است.بی بی سی فارسی
- جزئیات بیشتری از روش دستگیری عبدالمالک ریگی توسط ایران

به گزارش خبرگزاری ریانووستی، عبدالمالک ریگی رئیس گروه تروریستی جندالله، روز ۴ اسفند ۱۳۸۸ (۲۳ فوریه ۲۰۱۰) با نام و گذرنامه جعلی افغانی در یک هواپیمای بوئینگ ۷۳۷ شرکت هواپیمایی قرقیزستان، دوبی را به مقصد بیشکک ترک کرد. پس از ورود هواپیما به آسمان ایران، سه فروند جنگنده ایرانی هواپیما را وادار به فرود در فرودگاه بندرعباس کردند. بلافاصله پس از فرود، ماموران ایرانی وارد هواپیما شدند و مستقیما به سمت صندلی ریگی و همراهش رفته، آنها را دستگیر کرده با خود بردند. هواپیما پس از سه ساعت و دریافت سوخت رایگان، به سفر خود به بیشکک ادامه داد. برنامه دستگیری سران جندالله در طی پنج ماه گذشته توسط ایران و پاکستان تدارک دیده شده بود. ریانووستی
- کشته شدن مربی توسط نهنگ در برابر تماشاچیان

در پارک آبی-تفریحی سی ورلد در شهر اورلاندو در ایالت فلوریدای آمریکا، نهنگی در جریان یک نمایش مربی ۴۰ ساله خود را کشت. شاهدان عینی می‌گویند که این نهنگ با یک حرکت سریع مربی خود را از کمر گرفت و پس از تکان شدید به زیر آب برد و غرق کرد. این نهنگ که تیلی نام دارد از نوع نهنگ قاتل است و پیش از این در چند مورد دیگر به مربیان خود حمله‌ور شده بوده است. بی‌بی‌سی

## ۲۶ فوریه ۲۰۱۰
- کاهش نرخ تورم به پایین‌ترین حد چهار سال گذشته

محمود بهمنی رئیس کل بانک مرکزی ایران اعلام کرده که نرخ تورم در دوازده ماه گذشته به ۱۱٫۵ درصد رسیده که کمترین رقم در چهار سال اخیر است. به گفته وی، کاهش تورم در اسفند نیز ادامه پیدا خواهد کرد و به ۱۰٫۵ درصد خواهد رسید. رئیس کل بانک مرکزی ایران، دلایل کاهش تورم را اقدامات بانک مرکزی نظیر کنترل نقدینگی و تقویت نظارت در تزریق پول و مقابله با سفته بازی می‌داند. گفتنی است یکی از دلایل کاهش تورم، رکودی است که بر اقتصاد ایران سایه افکنده است چنانکه گزارشهای رسمی بانک مرکزی نشان می دهد که در سال گذشته رشد اقتصادی ایران ۲.۷ درصد بوده است. بی‌بی‌سی
- سه شرط محسنی اژه‌ ای برای آزادی بازداشت شدگان

غلامحسین محسنی اژه‌ای، دادستان کل کشور، سه شرط «توبه، جبران خسارات و اصلاح مسير گذشته» را پيش روی بازداشت شدگان «اغتشاشات اخیر» قرار داده است. وی همچنين به رهبران مخالفان دولت  هشدار داد. به گزارش خبرگزاری « ايسنا»، وی روز پنجشنبه در مورد بازداشت شدگان ماه های اخير گفت: «اگر فرد خطاکار اظهار ندامت و توبه کند و شاکی خصوصی نيز نداشته باشد، قطعا مورد عفو و يا تخفيف قرار می‌گيرد.» اژه‌ ای افزود: « اگر کسانی که در اغتشاشات اخير دستگير شده‌اند و پرونده دارند، واقعا توبه، و خساراتی را که وارد کرده‌اند، جبران و مسير گذشته خود را اصلاح کنند، حتما در دادگاه تجديد نظر مورد کمک قرار خواهند گرفت.» از سوی ديگر، حمید روحانی مورخ و نويسنده هوادار دولت محمود احمدی نژاد، در يک مصاحبه با يک نشريه متعلق به بسيج دانشجويی با اشاره به اعدام های سال ۱۳۶۷ با اشاره به اعتراض های مخالفان در بيش از هشت ماه گذشته گفت: « در فتنه اخير اگر يک چنين برخورد قاطع جدی و انقلابی انجام نشود، اين مشکل ادامه دار می‌شود.» رادیو فردا
- نماینده آیت‌الله خامنه‌ای در سپاه: «حسن خمینی در برابر نظام قرار گرفته است»

علی سعیدی، نماینده خامنه‌ای در سپاه پاسداران می‌گوید حسن خمینی، نواده آیت‌الله خمینی در برابر «نظام و رهبری» قرار گرفته‌ است. وی در نامه‌ای به محمدعلی انصاری، قائم مقام «مؤسسه تنظیم و نشر آثار امام خمینی» از شرکت نکردن حسن خمینی در مراسم تنفیذ محمود احمدی‌نژاد انتقاد کرده و افزوده‌ است: «آیا بین او و آقایان هاشمی رفسنجانی و خاتمی و دیگران که سفرهای هم‌زمانی را بهانه کردند ارتباطی وجود داشته‌ است؟ آقای سعیدی، با انتقاد از آن‌چه «سکوت معنی‌دار» حسن خمینی در جریان «آشوب‌ها و فتنه سبز» دانسته، آورده‌است: «حسن خمینی بجای این‌که در کنار رهبری باشد در کنار مخالفان و در مقابل رهبری است.»  دیدار با علیرضا بهشتی، فرزند آیت‎الله بهشتی و مشاور میرحسین موسوی، پس از آزادی از زندان، از دیگر انتقادات مطرح شده در این نامه‌ است. رادیو زمانه
- تائيد حکم زندان هشت دانشجوی دانشگاه صنعتی نوشيروانی بابل

کمپین بین‌المللی حقوق بشر می گويد که جرم هفت نفر از اين دانشجويان دانشگاه صنعتی نوشیروانی بابل اقدام عليه امنيت ملی و تبليغ عليه نظام است. جرم يک فعال دانشجويی نيز توهين به رهبری است. اين نهاد مدافع حقوق بشر اطلاعات خود را از گفت و گو با فعالان دانشجويی به دست آورده است. سايت جرس نير نوشت که « دانشگاه صنعتی نوشيروانی بابل پس از انتخابات ۲۲ خرداد به مدت يک هفته شاهد اعتراض دانشجويان و مردم بابل و هجوم وحشيانه نيروهای انصار و يگان ويژه بوده است.» فعالان دانشجويی در گفت وگو با کمپين بين المللی حقوق بشر از صدور احکام دادگاه تجديد نظر هشت فعال دانشجويی دانشگاه صنعتی نوشيروانی بابل خبردادند. این کمپین می افزاید که بر اساس حکم صادره محسن برزگر و ايمان صديقی و نيما نحوی به ۱۰ ماه حبس تعزيری و ۱سال محروميت از تحصيل محکوم گشتند. رادیو فردا
- آمريکا ادعای همکاری با گروه جندالله در ایران را «مسخره» خواند

به دنبال پخش «اعترافات» عبدالمالک ریگی در تلویزیون «پرس تی وی» وابسته به ايران مبنی بر همکاری واشینگتن با گروه جندالله، یک سخنگوی وزارت امور خارجه آمریکا، اين ادعا را «مسخره» خواند. شبکۀ خبری پرس تی وی، از قول عبدالمالک ريگی ادعا کرده است که در ديدار با عوامل سازمان جاسوسی آمريکا در دوبی، به وی قول حمايت همه جانبه و در اختيار گذاردن پايگاهی با تسليحات نظامی در «مناس» واقع در نزديکی بيشکک در قرقيزستان داده شده بود. جان سوليوان يکی از سخنگويان وزارت امور خارجۀ آمريکا، نيمروز پنجشنبه، در واشينگتن گفت: «هرگونه ادعای رابطۀ ايالات متحده با جندالله و يا تروريسم ديگری در ايران پوچ و بی معناست.» سوليوان افزود: «ايالات متحده در سراسر گيتی، در عمليات ضد تروريستی در گير است و از هيچ نوع فعاليت تروريستی در هيچ نقطه ای پشتيبانی نمی کند. هر گونه ادعائی در زمينۀ دخالت آمريکا، مسخره است.» رادیو فردا
- روسیه «آماده کار» بر روی قطع‌نامه تحریم ایران

یکی از دیپلمات‌های ارشد روسیه گفت که کشورش برای کار بر روی دور جدیدی از تحریم‌ها علیه ایران آماده‌است. به گزارش خبرگزاری فرانسه، این دیپلمات که نخواست نامش فاش شود این مطلب را امروز جمعه در آستانه سفر دمیتری مدودف، رئیس جمهور روسیه به فرانسه بیان کرد. این دیپلمات روس در این باره گفت: «امروز این آمادگی اصولی روسیه برای کار بر روی تحریم‌هاست که مهم است.» وی افزود: «وارد شدن به جزئیات این موضوع هم‌اینک مقداری زود است.» رادیو زمانه
- قذافی علیه سوئیس اعلان جهاد کرد

معمر قذافی رهبر لیبی با انتقاد از تصمیم مردم سوئیس که ماه گذشته به منع ساخت مناره مسجد در این کشور رای داده‌اند خواستار جهاد شده‌است.وی با شرکت در مراسمی در شهر بنغازی که «بمناسبت تولد» پیغمبر اسلام برگزار شد گفت: «هر مسلمانی که در هر جای جهان برای سوئیس کار می‌کند کافر و بر علیه محمد، خدا و قرآن است.»رهبر لیبی گفت: «بیایید علیه سوئیس، صهیونیسم و تجاوز خارجی جهاد کنیم.»او از مسلمانان جهان خواست به فرودگاه‌ها بروند و مانع از فرود هواپیماهای سوئیس شوند.معمر قذافی خواستار جلوگیری از پهلوگرفتن کشتی‌های سوئیسی و فروش کالاهای سوئیسی شد.وزارت خارجه سوئیس از واکنش به اظهارات آقای قذافی خودداری کرده‌است.بی‌بی‌سی فارسی

## ۲۷ فوریه ۲۰۱۰
- هشدار سونامی در چندین کشور پس از زمین‌لرزه ۸.۸ ریشتری شیلی

در پی زمین‌لرزه مهیب ۸.۸ ریشتری که بامداد شنبه در شیلی روی داد، کشورها و مناطق اطراف برای مقابله با سونامی حاصل از این زمین‌لرزه به حال آماده‌باش درآمده‌اند. گزارش‌های اولیه حاکی است که به دنبال این زمین‌لرزه دست کم ۷۸ نفر در شیلی جان خود را از دست داده‌اند. میشله باشلت، رئیس جمهور شیلی، روز شنبه اعلام کرد امواج سهمگین حاصل از این زمین‌لرزه جزایر رابیسنون کروزوئه را در هم کوبیده است. در پی وقوع این زمین‌لرزه، به ساکنان منطقه‌ای پهناور هشدار سونامی داده شده است؛ کشورهایی آمریکایی جنوبی که در اقیانوس آرام دارای ساحل هستند، هاوایی، استرالیا، نیوزلند، ژاپن، فیلیپین، روسیه و بسیاری از جزیره‌های اقیانوس آرام ار جمله مناطقی هستند که با خطر سونامی مواجهند. رادیو فردا
- آیت‌الله خامنه‌ای با رهبران «گروه‌های جهادی فلسطینی» دیدار کرد

دو روز پس از دیدارهای محمود احمدی نژاد، رئیس جمهوری ایران، با دبیرکل حزب الله لبنان و سران گروه‌های فلسطینی مخالف صلح در دمشق، رهبران «گروه‌های جهادی» در تهران با آیت‌الله خامنه‌ای رهبر جمهوری اسلامی دیدار کردند. در این دیدار رهبر جمهوری اسلامی، روند صلح، موضع کشورهای عربی در قبال مسئله فلسطین و حمایت آمریکا از اسرائیل را بار دیگر به باد انتقاد گرفت و تنها راه‌حل مسئله فلسطین را مقاومت عنوان کرد. احمدی نژاد پنجشنبه در دیدار با سران گروه‌های فلسطینی در دمشق به آنها «اطمینان» داده بود که «نابودی» اسرائیل «قطعی» است و گفته بود که باید اسرائیل را «بطور کلی ریشه کن کرد و پیروزی بزرگ و نهایی برای مقاومت نزدیک است». رادیو فردا
- موسوی: گسترش آگاهی، استراتژی اصلی جنبش است

میرحسین موسوی گسترش آگاهی‌ها و شبکه‌های اجتماعی را اصلی‌ترین استراتژی جنبش سبز دانست و گفت که طرفداران این جنبش، در چهارچوب «هر شهروند، یک رسانه»، باید اقشار مستضعف را آگاه کنند. او، «انحراف» صدا و سیما، توقیف مطبوعات و زندانی شدن روزنامه‌نگاران را مهمترین علت ادامه این استراتژی دانست. موسوی ضمن هشدار در مورد حاکمیت یک فرقه در ایران از طرفداران جنبش سبز خواست که در «دام» موضع‌گیری چند نفر «روحانی تندرو و مغرض»، که نظر آنان نظر همه روحانیت و مراجع نیست، نیفتند. وی تظاهرات حکومتی ۲۲ بهمن را «مهندسی شده» و نتیجه «هزینه گزاف دولت و بسیج اتوبوس‌ها و قطارها از سراسر کشور و شکل‌های خاص اداری» دانست و در بخش دیگری از اظهارات خود به پخش فیلم حمله گارد ویژه و لباس شخصی‌ها به کوی دانشگاه تهران اشاره کرده و گفت که آنها «فرزندان این ملت را از حیوانات هم کم ارزش‌تر» می‌دانند. میرحسین موسوی همچنین مراسم روز چهارشنبه سوری (چهارشنبه آخر سال) را یادمان جشنواره «نور علیه تاریکی» دانست. رادیو زمانه
- مهدی کروبی: بحث ما براندازی نظام نیست بلکه اصلاح است

مهدی کروبی از رهبران معترضان در ایران، در گفت وگو با یک روزنامه ایتالیایی تاکید کرده‌است که مخالفان خواهان تغییر نظام جمهوری اسلامی نیستند بلکه خواستار اصلاح آن هستند. وی در مصاحبه با روزنامه «کوریره دلاسرا» گفته‌است: «بحث ما براندازی نظام نیست بلکه اصلاح است. هنوز به جمهوری اسلامی معتقدم ولی نه به جمهوری اسلامی این چنینی. جمهوری اسلامی که به مردم وعده داده بودیم. جمهوری اسلامی که ۹۸٪ رای مردم را همراه خود داشت. جمهوری اسلامی که انتخابات آزاد داشته باشد و نه انتخابات مهندسی شده. از طرفی به اسلام مترقی،اسلام رافت،اسلام محبت معتقدم و نه اسلام خشونت و اسلام خرافی». کروبی، دبیرکل حزب اعتماد ملی، در پاسخ به پرسشی درباره نحوه برخورد نیروهای امنیتی با تظاهر کنندگان در روز ۲۲ بهمن، این برخوردها با مردم را «بی سابقه» و «خشن» توصیف کرد و افزود. «این گونه نیست که چون آنها این همه تدارک دیدند و لشکرکشی کردند ما نرویم. می‌دانستم این گونه می‌شود و آمدم. در آینده هم اگر راهپیمایی باشد خواهم رفت حتی اگر بدتر از این برای من پیش آید.» رادیو فردا
- زلزله‌ای به قدرت ۸٫۸ ریشتر شیلی را لرزاند

زمین‌لرزه شدیدی به بزرگی هشت و هشت دهم ریشتر بامداد شنبه ۸ اسفند مناطقی از کشور شیلی را به لرزه در آورد. این زمین لرزه در نزدیکی شهر کُنسپسیون رخ داد و در سانتیاگو پایتخیت شیلی نیز احساس شد. در پی این زلزله، نسبت به احتمال وقوع سونامی در شیلی، پرو، اکوادر، کلمبیا، پاناما، کاستاریکا و جنوبگان و اقیانوس آرام هشدار داده شد. بی‌بی‌سی

## ۲۸ فوریه ۲۰۱۰
- آزادی تعدادی از بازداشت شدگان بعد از عاشورا

تعدادی از افرادی که عموما در موج بازداشت‌های پس از حوادث عاشورا دستگیر شده بودند، روز یکشنبه ۹ اسفند ۱۳۸۸ از زندان آزاد شدند. ماشاالله شمس‌الواعظین (سخنگوی انجمن دفاع از آزادی مطبوعات)، محمدجواد مظفر (مدیر انتشارات کویر)، رضا تاجیک (روزنامه نگار)، روزبه کریمی (روزنامه نگار)، بهرنگ تنکابنی (سردبیر مجله موسیقی فرهنگ و آهنگ)، محمد صادق ربانی (عضو شورای ملی صلح و استاد بازنشسته دانشگاه تهران) و نیکاو هویدایی (از شهروندان بهایی) از جمله آزادشدگان روز یکشنبه هستند. بی‌بی‌سی
- افزایش آمار کشته‌شدگان زلزله شیلی

به گفته دولت شیلی تا کنون بیش از ۳۰۰ نفر در زلزله شدیدی که مرکز این کشور را لرزاند، کشته شده‌اند و این بیم وجود دارد که تلفات این زلزله افزایش یابد. زلزله روز شنبه (۸ اسفند) در شیلی یکی از قوی‌ترین زمین لرزه‌هایی بود که تا کنون گزارش شده است. این زلزله به قدرت ۸٫۸ ریشتر، زندگی نزدیک به دو میلیون نفر در شیلی را تحت تاثیر قرار داده است. بی‌بی‌سی
- آغاز فیلتر اینترنت در افغانستان

دولت افغانستان بر اساس برنامه تازه‌ای، فیلتر اینترنت در این کشور را آغاز کرده است و اعلام کرده که هدف این برنامه بستن سایت‌های غیراخلاقی است. وزیر اطلاعات و فرهنگ افغانستان در یک نشست خبری گفت که صحنه‌های بسیار وقیح اعمال جنسی در اینترنت دیده می‌شود، قماربازان از آن برای قماربازی خود، و آدم‌کشان حرفه‌ای برای ساختن بمب و وسائل کشتار از آن استفاده می‌کنند. وی افزود که اصولاً اینترنت بد نیست، ولی «یک مشت آدم پول‌پرست و حریص بخاطر پر کردن جیب خود، اخلاقیات نسل نو ما را ممکن است به خطر بیندازند.» بی‌بی‌سی
- مشاور رسانه‌ای احمدی‌نژاد: برگزاری جشن پیروزی احمدی نژاد اشتباه بود

مهدی کلهر مشاوره رسانه‌ای احمدی‌نژاد گفت که به نظر او آقای احمدی نژاد می توانست در انتخابات رای بیشتری را به خود اختصاص دهد. وی افزود پنج شب قبل از رای گیری تعداد رای احمدی‌نژاد ۲۵ میلیون نفر بود که چهار میلیون آن را در مناظره با موسوی از دست داده بود وگرنه حدود ۳۰ میلیون رای داشت. به گفته کلهر، برخلاف مناظره با محسن رضایی که یک مناظره منطقی بود، احمدی‌نژاد در مناظره با موسوی خوب عمل نکرد. مهدی کلهر در مورد جنبش سبز گفت: «من نگران جنبش سبز هستم. هشت میلیون نفر از جنبش سبز افراد متخصص یا جوانان جویای علم و تخصص هستند که نمی‌توان آنها را حذف کرد». وی همچنین با ابراز تردید در مورد داستان قتل ندا آقاسلطان، او را دختر ساده‌ای نامید که در مقابل دوربین خود را به کشتن زده و سپس در آمبولانس و در راه بیمارستان به فتل رسیده است. بی‌بی‌سی